# Energía solar térmica

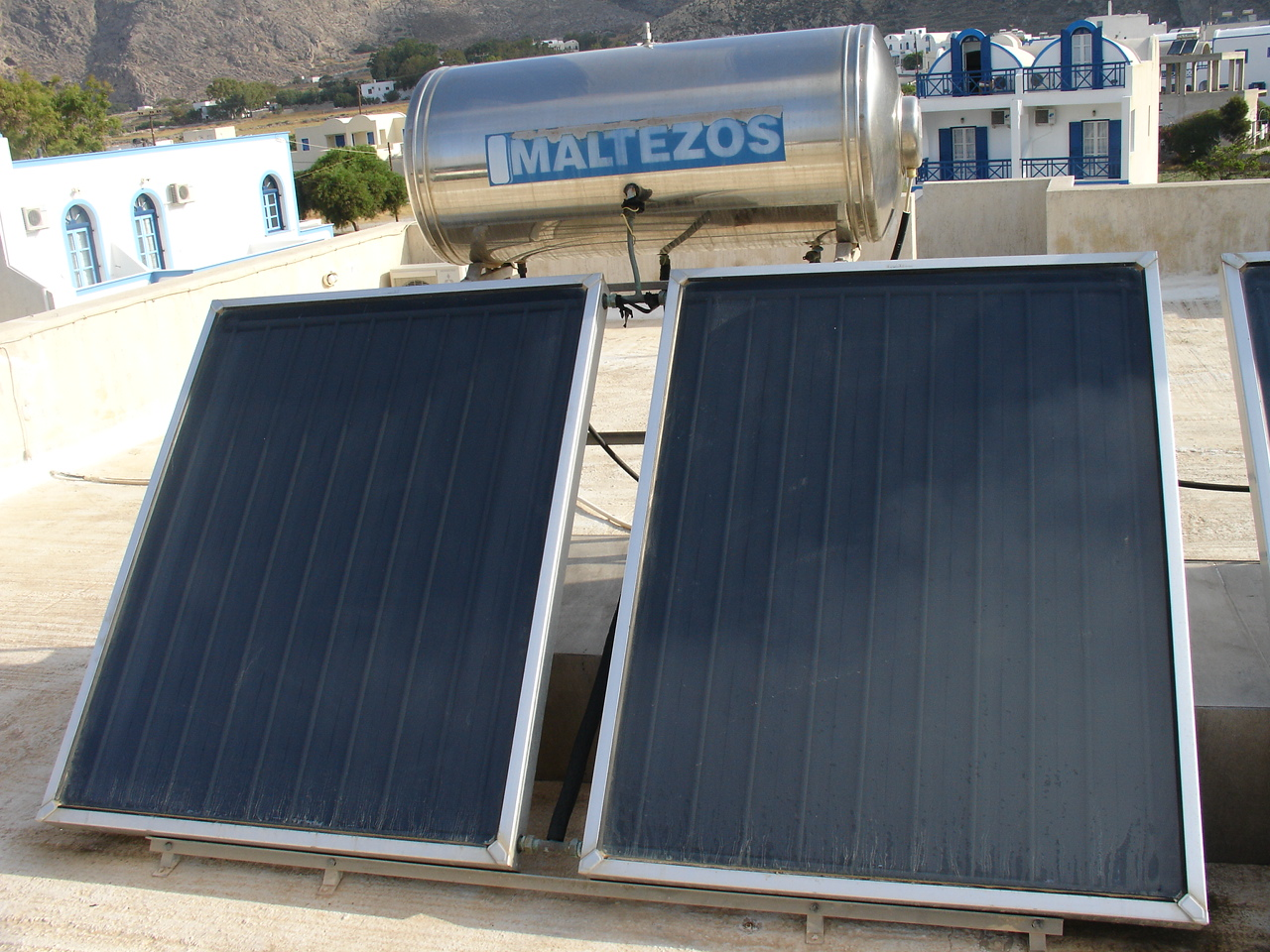
Sistema de energía solar térmica para el calentamiento de agua en Santorini, Grecia.

La energía solar térmica o energía termosolar consiste en el aprovechamiento de la energía del Sol para producir calor que puede aprovecharse para cocinar alimentos o para la producción de agua caliente destinada al consumo de agua doméstico, ya sea agua caliente sanitaria, calefacción o para producción de energía mecánica y, a partir de ella, de energía eléctrica. Adicionalmente, puede emplearse para alimentar una máquina de refrigeración por absorción, que emplea calor en lugar de electricidad para producir frío, con el que se puede acondicionar el aire de los locales. 
Los colectores de energía solar térmica están clasificados como colectores de baja, media y alta temperatura. Los colectores de baja temperatura, generalmente, son placas planas usadas para calentar agua. Los colectores de temperatura media también, usualmente, son placas planas usadas para calentar agua o aire para usos residenciales o comerciales. Los colectores de alta temperatura concentran la luz solar usando espejos o lentes y, generalmente, son usados para la producción de energía eléctrica. La energía solar térmica es diferente y mucho más eficiente que la energía solar fotovoltaica, la que convierte la energía solar directamente en electricidad. Mientras que las instalaciones generadoras proporcionan solo 600 megavatios de energía solar térmica a nivel mundial a octubre de 2009, otras centrales están bajo construcción por otros 400 megavatios y se están desarrollando otros proyectos de energía termosolar de concentración por un total de 14 gigavatios.

Generación de agua caliente con una instalación de circuito cerrado

## Agua caliente sanitaria (ACS)
En cuanto a la generación de agua caliente para usos sanitarios (también llamada «agua de manos»), hay dos tipos de instalaciones de los comúnmente llamados calentadores: las de circuito abierto y las de circuito cerrado. En las primeras, el agua de consumo pasa directamente por los colectores solares; este sistema reduce costos y es más eficiente (energéticamente hablando), pero presenta problemas en zonas con temperaturas por debajo del punto de congelación del agua, así como en zonas con alta concentración de sales minerales que acaban obstruyendo los conductos de los paneles. En las instalaciones de circuito cerrado se distinguen dos sistemas: flujo por termosifón y flujo forzado.
Los paneles solares térmicos tienen un muy bajo impacto ambiental.

## Calefacción y frío solar
La energía solar térmica puede utilizarse para dar apoyo al sistema convencional de calefacción (a gas o eléctrica) mediante colectores solares térmicos y tanques de almacenamiento («boiler»), apoyo que, habitualmente, consiste entre el 10 % y el 40 % de la demanda energética de la calefacción, de acuerdo al nivel de aislación de la construcción. Para ello, la instalación o caldera ha de contar con intercambiador de placas, (que permitirá conectar el sistema de calefacción solar con la caldera) y un regulador (que dé prioridad en el uso del agua caliente para ser empleada en agua de manos).

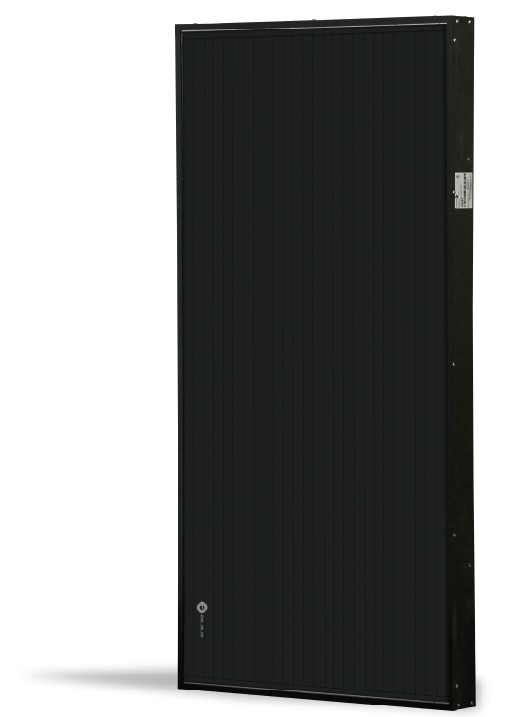
Calefacción y ventilación solar

Por otro lado, también es posible utilizar colectores solares de aire para calefaccionar y ventilar una vivienda, oficinas y locales comerciales. Estos sistemas de calefacción y ventilación solar por aire están ampliando su uso, debido a las ventajas que tiene por su bajo costo, ahorro de energía de calefacción y mejora de la calidad del aire interior.

## Climatización solar de piscinas
Otro de los usos importantes de la Energía Solar Térmica es la climatización de piscinas o piletas de natación. Para este fin, se utilizan colectores solares descubiertos («unglazed solar collectors», en inglés), normalmente, fabricados en polipropileno, EPDM o polietileno. Su funcionamiento es muy simple, ya que toma agua de la misma bomba de filtrado, la lleva hacia un grupo de colectores colocados normalmente en un techo cercano, calienta el agua y retorna a la piscina, como puede observarse en este video. Mediante estos equipos, se puede extender la utilización de las piscinas desde la primavera hasta el otoño en climas templados, y a todo el año en climas cálidos. Su instalación es muy económica en comparación a la utilización de calderas a gas o eléctricas y, además, no consume energía. Su uso está muy extendido en países como Estados Unidos, Canadá, Australia, Brasil, México y Sudáfrica. 

## Componentes de la instalación
Una instalación solar térmica está formada por captadores solares, un circuito primario y secundario, intercambiador de calor, acumulador, vaso de expansión y tuberías. Si el sistema funciona por termosifón, será la diferencia de densidad por cambio de temperatura la que moverá el líquido; si el sistema es forzado, entonces necesitaremos además: bombas y un panel de control principal.

### Captadores solares
Los captadores solares son los elementos que capturan la radiación solar y la convierten en energía térmica, es decir, en calor. Como captadores solares se conocen los de placa plana, los de tubos de vacío y los captadores absorbedores sin protección ni aislamiento. Los sistemas de captación planos (o de placa plana) con cubierta de vidrio son los comunes mayoritariamente en la producción de agua caliente sanitaria ACS. El vidrio deja pasar los rayos del Sol, estos calientan unos tubos metálicos que transmiten el calor al líquido de dentro. Los tubos son de color oscuro, ya que las superficies oscuras calientan más.
El vidrio que cubre el captador no solo protege la instalación, sino que también permite conservar el calor produciendo un efecto invernadero que mejora el rendimiento del captador.
Están formados de una carcasa de aluminio cerrada y resistente a ambientes marinos, un marco de aluminio eloxat, una junta perimetral libre de siliconas, aislante térmico respetuoso con el medio ambiente de lana de roca, cubierta de vidrio solar de alta transparencia, y, finalmente, por tubos soldados ultrasónicos.
Los colectores solares se componen de los siguientes elementos:
- Cubierta: Es transparente, puede estar presente o no. Generalmente es de vidrio aunque también se utilizan de plástico, ya que es menos caro y manejable, pero debe ser un plástico especial. Su función es minimizar las pérdidas por convección y radiación, y por eso debe tener una transmitancia solar lo más alta posible.

- Canal de aire: Es un espacio (vacío o no) que separa la cubierta de la placa absorbente. Su espesor se calculará teniendo en cuenta para equilibrar las pérdidas por convección y las altas temperaturas que se pueden producir si es demasiado estrecho.

- Placa absorbente: La placa absorbente es el elemento que absorbe la energía solar y la transmite al líquido que circula por las tuberías. La principal característica de la placa es que tiene que tener una gran absorción solar y una emisión térmica reducida. Como los materiales comunes no cumplen con este requisito, se utilizan materiales combinados para obtener la mejor relación absorción/emisión.

- Tubos o conductos: Los tubos están tocando (a veces soldadas) la placa absorbente para que el intercambio de energía sea lo más grande posible. Por los tubos circula el líquido que se calentará e irá hacia el tanque de acumulación.

- Capa aislante: La finalidad de la capa aislante es recubrir el sistema para evitar y minimizar pérdidas. Para que el aislamiento sea el mejor posible, el material aislante deberá tener una baja conductividad térmica.

#### Captadores solares de placa plana

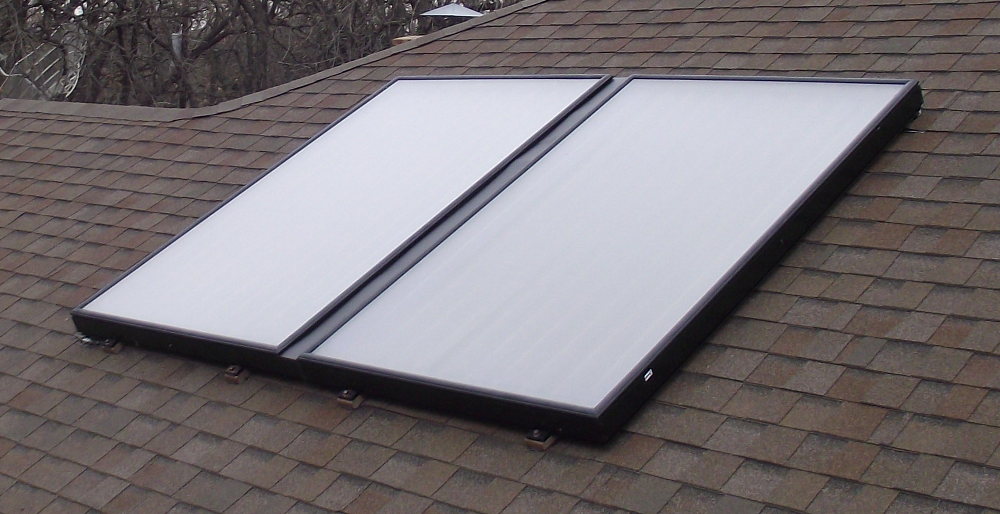
Dos colectores solares planos, instalados en un tejado

El alma del sistema es una verja vertical de tubos metálicos, para simplificar, que conducen el agua fría en paralelo, conectados por abajo por un tubo horizontal en la toma de agua fría, y por arriba por otro similar al retorno.
La parrilla viene encajada en una cubierta, como la descrita más arriba, normalmente con doble vidrio para arriba y aislante por detrás.
En algunos modelos, los tubos verticales están soldados a una placa metálica para aprovechar la insolación entre tubo y tubo.

#### Captadores solares de tubos de vacío "todo vidrio", sin tubo de cobre

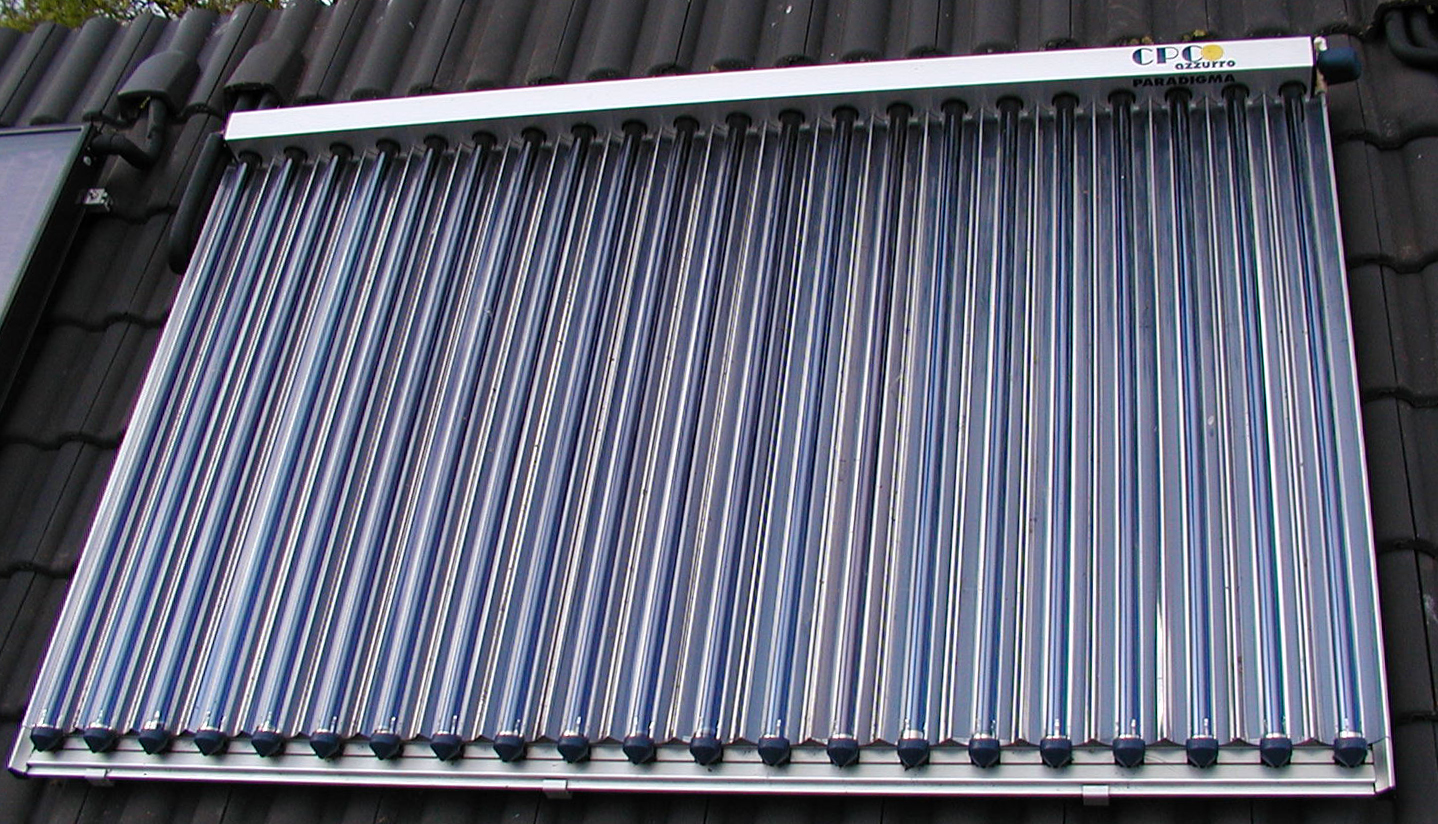
Panel solar de tubos de vacío instalado sobre un tejado

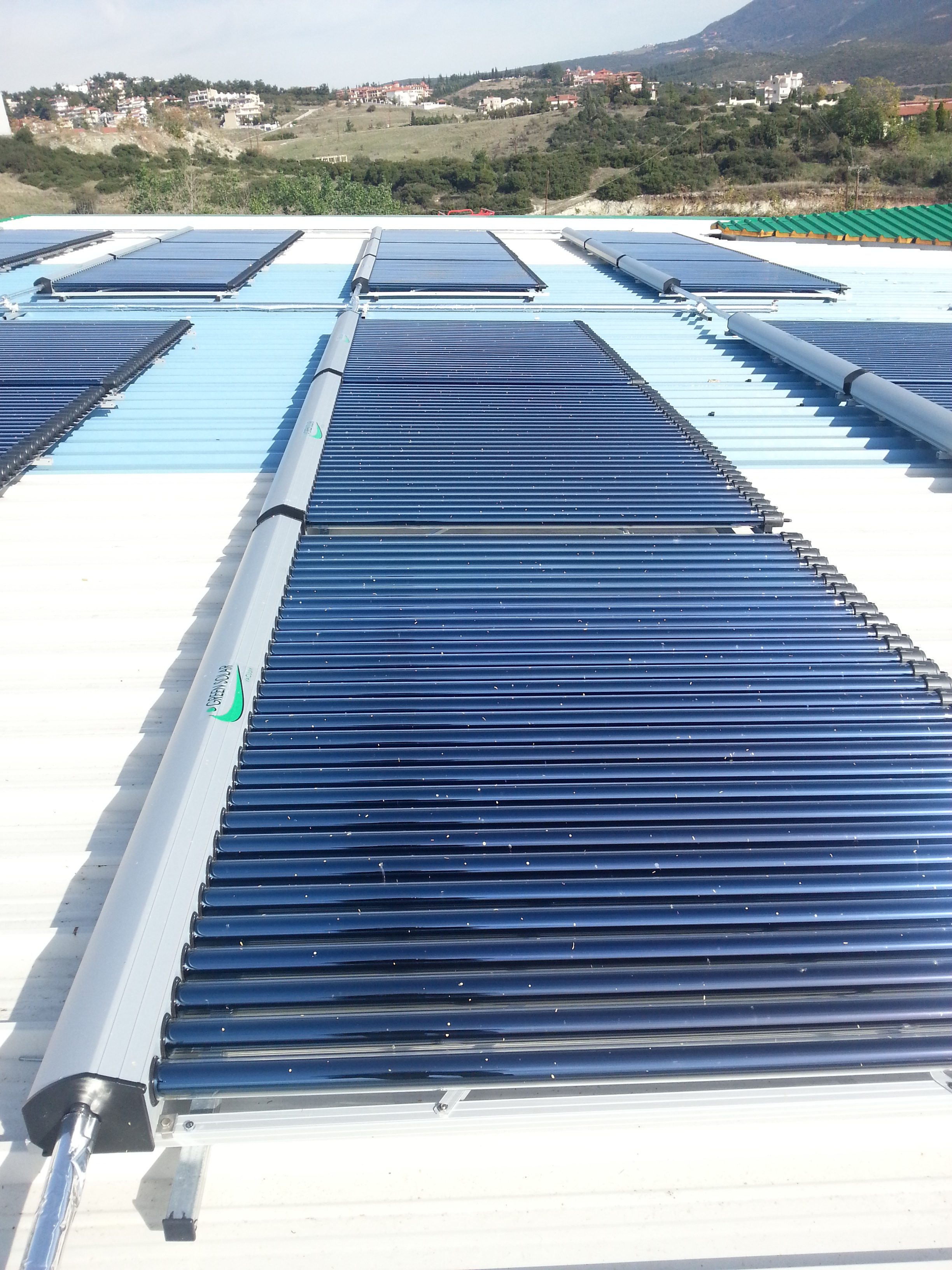
Un sistema de paneles solares de tubos de vacío

En este sistema los tubos metálicos del sistema precedente se sustituyen por tubos de vidrio, introducidos, de uno en uno, en otro tubo de vidrio entre los que se hace el vacío como aislamiento. Estos equipos pueden tener un rendimiento mayor a los de placa plana a temperaturas elevadas de agua caliente o climas muy fríos pero tienen rendimientos menores a temperaturas cercanas al consumo doméstico típico (45 °C) o climas templados o cálidos.[cita requerida]
Los costos de fabricación son mucho menores que las placas planas. Ya que son fabricados al 100% en cristal borosilicato, por el contrario, los colectores planos son fabricados en cobre por lo que son más costosos de fabricar.
También una ventaja adicional de los tubos de vidrio es su mayor versatilidad de colocación, tanto desde el punto de vista práctico como estético. Al ser cilíndricos, toleran variaciones de hasta 25° sobre la inclinación idónea sin pérdida de rendimiento. Por este motivo es posible adaptarlos a la gran mayoría de las edificaciones existentes. Otro aspecto interesante es que necesitan una superficie de captación solar menor debido a su mayor eficiencia. Además por su forma cilíndrica también son mucho más eficientes, ya que reciben los rayos solares perpendicularmente durante todo el día. Por el contrario los colectores planos son solo efectivos cuando tienen el sol perpendicularmente.

#### Captadores solares de tubos de vacío con «tubos de calor» por cambio de fase, con tubo de cobre
Este sistema aprovecha el cambio de fase de vapor a líquido dentro de cada tubo, para entregar energía a un segundo circuito de líquido de transporte.
Los elementos son tubos cerrados, normalmente de cobre, que contienen el líquido que, al calentarse por el sol, hierve y se convierte en vapor que sube a la parte superior donde hay un cabezal más ancho (zona de condensación), que en la parte exterior está en contacto con el líquido transportador, el cual siendo más frío que el vapor del tubo, capta el calor y provoca que el vapor se condense y caiga en la parte baja del tubo para volver a empezar el ciclo.
El líquido del tubo puede ser agua, a la que se le ha reducido la presión hasta un vacío parcial, tendrá un punto de ebullición bajo, lo que permite trabajar incluso con la insolación de los rayos infrarrojos en caso de presencia de nubes.
El tubo de calor (o tubo de cobre) se puede envolver con una chaqueta de materiales especiales para minimizar las pérdidas por irradiación.
El tubo de calor se cierra dentro de otro tubo de vidrio entre los que se hace el vacío como aislamiento. Se suelen emplear tubos de vidrio resistente, para reducir los daños en caso de pequeñas granizadas.
Son hasta un 163 % más eficientes que las placas planas con serpentín e igualmente más baratos en su fabricación con respecto a las placas planas, pues el precio del cristal es más bajo que el cobre del serpentín que contiene la placa plana.

### Circuito primario
El circuito primario, es circuito cerrado, transporta el calor desde el captador hasta el acumulador (sistema que almacena calor). El líquido calentado (agua o una mezcla de sustancias que puedan transportar el calor) lleva el calor hasta el acumulador. Una vez enfriado, vuelve al colector para volver a calentar, y así sucesivamente.

### Intercambiador de calor
El intercambiador de calor calienta el agua de consumo a través del calor captado de la radiación solar. Se sitúa en el circuito primario, en su extremo. Tiene forma de serpentín, ya que, así, se consigue aumentar la superficie de contacto y, por lo tanto, la eficiencia.
El agua que entra en el acumulador —siempre que esté más fría que el serpentín— se calentará. Esta agua, calentada en horas de sol, quedará disponible para el consumo posterior.

### Acumulador
El acumulador es un depósito donde se acumula el agua calentada útil para el consumo. Tiene una entrada para el agua fría y una salida para la caliente. La fría entra por debajo del acumulador donde se encuentra con el intercambiador. A medida que se calienta se desplaza hacia arriba, que es desde donde saldrá el agua caliente para el consumo.
Internamente, dispone de un sistema para evitar el efecto corrosivo del agua caliente almacenada sobre los materiales. Por fuera. tiene una capa de material aislante que evita pérdidas de calor y está cubierto por un material que protege el aislamiento de posibles humedades y golpes.

### Circuito secundario
El circuito secundario o de consumo (circuito abierto) entra agua fría de suministro y por el otro extremo del agua calentada se consume (ducha, lavabo, etc). El agua fría pasa por el acumulador, primeramente, donde calienta el agua hasta llegar a una cierta temperatura. Las tuberías de agua caliente del exterior deben estar cubiertas por aislantes.
Si el consumo incluye calefacción, el sistema emisor de calor (radiadores (60 °C), fan-coil(45 °C), suelo radiante(30 °C), zócalo radiante, muro radiante, etc.) que es más conveniente utilizar es el de baja temperatura (<=50 °C). De esta manera, el sistema de calefacción solar tiene mayor rendimiento.

No obstante, se pueden instalar sistemas que no son de baja temperatura, para así emplear radiadores convencionales.

### Bombas
Las bombas, en caso de que la instalación sea de circulación forzada, son de tipo recirculación (suele haber dos por circuito), trabajando una la mitad del día, y la pareja, la mitad del tiempo restante. La instalación consta de los relojes que llevan el funcionamiento del sistema, hacen el intercambio de las bombas, para que una trabaje las 12 horas primeras y la otra las 12 horas restantes. Si hay dos bombas en funcionamiento, hay la ventaja de que, en caso de que una deje de funcionar, está la sustituta, de modo que, así, no se puede interrumpir el proceso ante el fallo de una de estas. El otro motivo a considerar, es que, gracias a este intercambio, la bomba no sufre tanto, sino que se la deja descansar, enfriar, y, cuando vuelve a estar en buen estado (después de las doce horas), se vuelve a poner en marcha. Esto ocasiona que las bombas puedan alargar el tiempo de funcionamiento sin tener que hacer ningún tipo de mantenimiento previo.
En total y tal como se define anteriormente, suele haber cuatro bombas: dos en cada circuito. Dos en el circuito primario. que bombean el agua de los colectores; y las otras dos, en el circuito secundario, que bombean el agua de los acumuladores, en el caso de una instalación de tipo circulación forzada.

### Vaso de expansión
El vaso de expansión absorbe variaciones de volumen del fluido caloportador, el cual circula por los conductos del captador, manteniendo la presión adecuada y evitando pérdidas de la masa del fluido.
Es un recipiente con una cámara de gas separada de la de líquidos y con una presión inicial en función de la altura de la instalación.
Lo que más se utiliza es con vaso de expansión cerrado con membrana, sin transferencia de masa en el exterior del circuito.

### Tuberías
Las tuberías de la instalación se encuentran recubiertas de un aislante térmico para evitar pérdidas de calor con el entorno. Antiguamente, se utilizaban tuberías de cobre. Luego, se utilizó tubos PEX-AL-PEX, consistentes en tres capas: plástico-aluminio-plástico, mucho más baratos y con mayor vida útil que la tubería de cobre tradicional. Al pasar los años de uso del equipo y por la acumulación de radiación solar, se encontró que el PEX se cristalizaba, destruyéndose por presión. Actualmente, se utilizan para circuito cerrado cañerías de acero inoxidable BPDN aislada con espuma elastomérica y rodeada de una mica de EPDM que da aislamiento térmico y proporciona durabilidad al proteger contra la radiación y fallas por ruptura de uniones y soldaduras.

### Panel de control
Se dispone también de un panel principal de control en la instalación, donde se muestran las temperaturas en cada instante (un regulador térmico), de manera que pueda controlarse el funcionamiento del sistema en cualquier momento. Aparecen, también, los relojes encargados del intercambio de bombas.
Durante el verano, se pueden cubrir las placas, a fin de evitar que se estropeen por las altas temperaturas, o bien, se pueden utilizar para producir frío solar (aire acondicionado frío).

## Equipos
Especialmente populares son los equipos domésticos compactos, compuestos típicamente por un depósito de unos 150 litros de capacidad y un colector de unos 2 m². Estos equipos, disponibles tanto con circuito abierto como cerrado, pueden suministrar el 90 % de las necesidades de agua caliente anual para una familia de cuatro personas, dependiendo de la radiación y el uso. Estos sistemas evitan la emisión de hasta 4,5 toneladas de gases nocivos para la atmósfera. El tiempo aproximado de retorno energético (tiempo necesario para ahorrar la energía empleada en fabricar el aparato) es de un año y medio aproximadamente. La vida útil de algunos equipos puede superar los 25 años con un mantenimiento mínimo, dependiendo de factores como la calidad del agua.

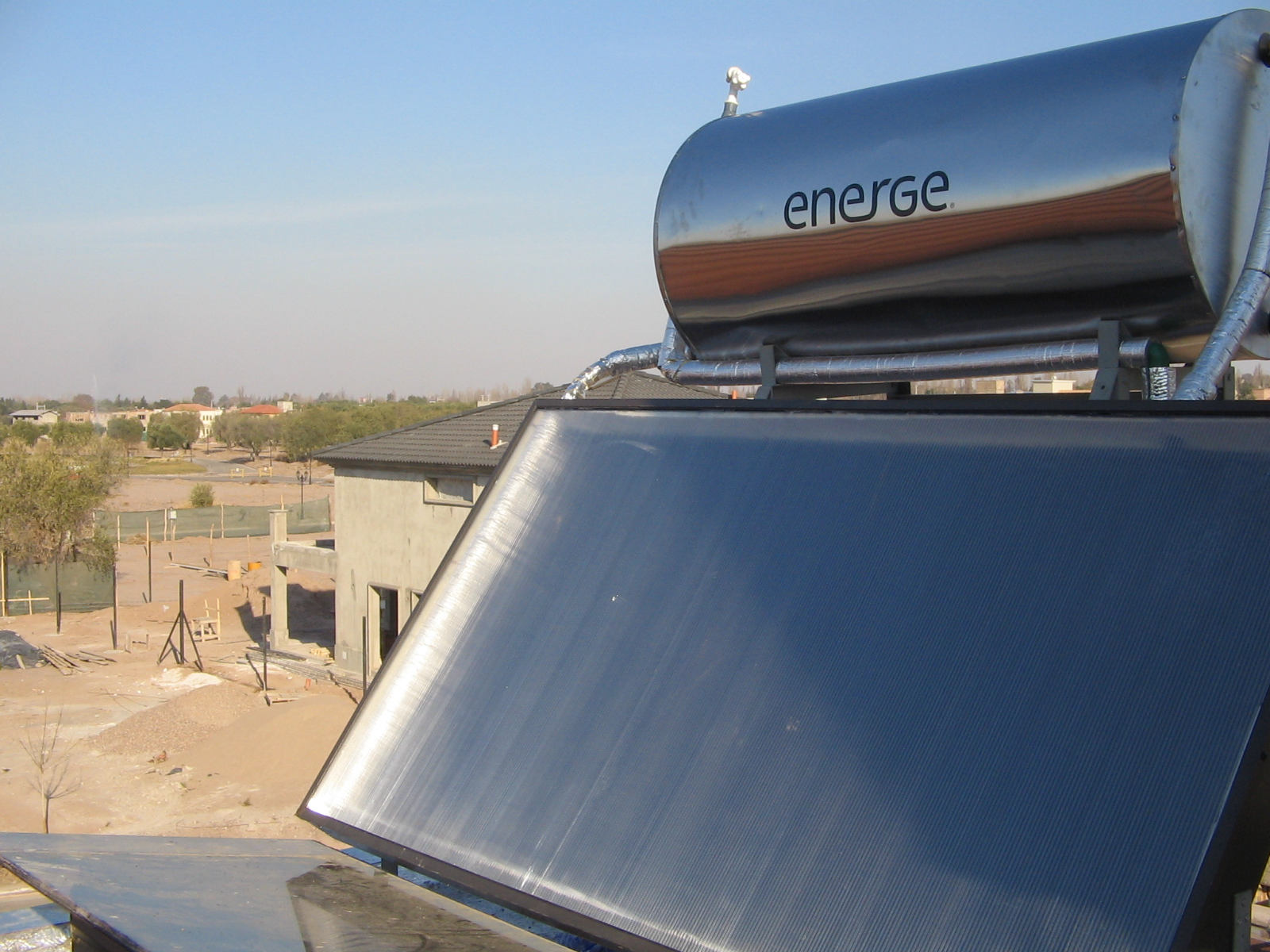
Calefón solar termosifónico compacto de Agua Caliente Sanitaria

Estos equipos pueden distinguirse entre:
Equipos de Circulación forzada: Compuesto básicamente de captadores, un acumulador solar, un grupo hidráulico, una regulación y un vaso de expansión.
Equipos por Termosifón: Cuya mayor característica es que el acumulador se sitúa en la cubierta, encima del captador.
Equipos con Sistema Drain-Back: Un sistema compacto y seguro, muy apropiado para viviendas unifamiliares.
Es habitual encontrarse con instalaciones en las que el acumulador contiene una resistencia eléctrica de apoyo, que actúa en caso de que el sistema no sea capaz de alcanzar la temperatura de uso (normalmente 40 °C); en España esta opción ha quedado prohibida tras la aprobación del CTE (Código Técnico de la Edificación), ya que el calor de la resistencia puede, si el panel esta más frío que el acumulador integrado, calentar el panel y perder calor, y, por lo tanto, energía a través de él. En algunos países, se comercializan equipos que utilizan el gas como apoyo.
Las características constructivas de los colectores responden a la minimización de las pérdidas de energía una vez calentado el fluido que transcurre por los tubos, por lo que se encuentran aislamientos a la conducción (vacío u otros) y a la rerradiación de baja temperatura.
Además de su uso como agua caliente sanitaria, calefacción y refrigeración (mediante máquina de absorción), el uso de placas solares térmicas (generalmente de materiales baratos como el polipropileno) ha proliferado para el calentamiento de piscinas exteriores residenciales, en países donde la legislación impide el uso de energías de otro tipo para este fin.

## Amortización

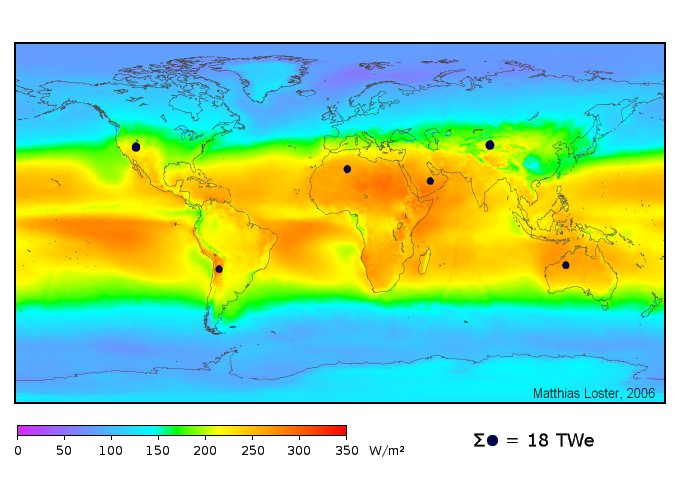
Los colores del mapa muestran la irradiación local promediada durante tres años de 1991 a 1993.

En muchos países hay subvenciones para el uso doméstico de energía solar, en cuyos casos una instalación doméstica puede amortizarse en unos cinco o seis años. El 29 de septiembre de 2006 entró en vigor en España el Código Técnico de la Edificación, que establece la obligatoriedad de implantar sistemas de agua caliente sanitaria (ACS) con energía solar en todas las nuevas edificaciones, con el objetivo de cumplir con el protocolo de Kioto, pero que olvida la calefacción, que se recoge en las ordenanzas solares de los ayuntamientos.

## Colectores de baja temperatura
El colector solar plano es el aparato más representativo de la tecnología solar fototérmica. Su principal aplicación es en el calentamiento de agua para baño y albercas, aunque también se utiliza para secar productos agropecuarios mediante el calentamiento de aire y para destilar agua en comunidades rurales principalmente.
Está constituido básicamente por:
- Marco de aluminio anodizado
- Cubierta de vidrio templado, bajo contenido en hierro
- Placa absorbedora. Enrejado con aletas de cobre
- Cabezales de alimentación y descarga de agua
- Aislante, usualmente poliestireno, o unicel
- Caja del colector, galvanizada.

Para la mayoría de los colectores solares se tienen dimensiones características. En términos generales, la unidad básica consiste de un colector plano de 1,8 a 2,1 m² de superficie, conectado a un termotanque de almacenamiento de 150 a 200 litros de capacidad; a este sistema, frecuentemente, se le añaden algunos dispositivos termostáticos de control, a fin de evitar congelamientos y pérdidas de calor durante la noche. Las unidades domésticas funcionan mediante el mecanismo de termosifón, es decir, mediante la circulación que se establece en el sistema debido a la diferencia de temperatura de las capas de líquido estratificadas en el tanque de almacenamiento. Para instalaciones industriales, se emplean varios módulos conectados en arreglos serie-paralelo, según el caso, y se emplean bombas para establecer la circulación forzada.

### Calor para procesos

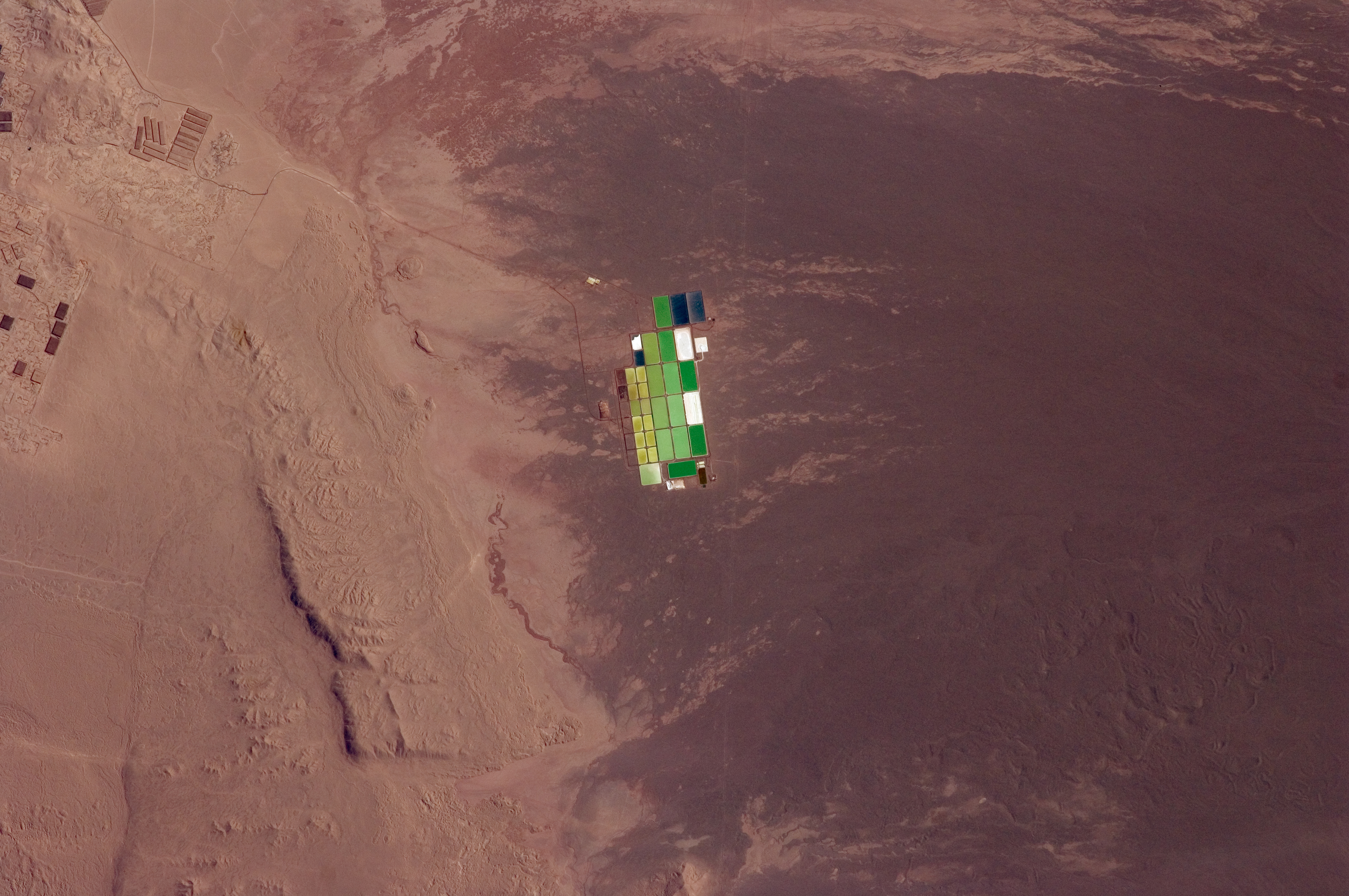
Piscinas de evaporación solar en el Desierto de Atacama.

Los sistemas de calefacción solar para procesos están diseñados para proporcionar grandes cantidades de agua caliente o calefacción de espacios para edificios de uso no residencial.
Las piscinas de evaporación son piscinas de baja profundidad que concentran sólidos disueltos a través de la evaporación. El uso de piscinas de evaporación para obtener sal del agua salada es una de las aplicaciones más antiguas de la energía solar. Los usos modernos incluyen la concentración de soluciones de salmueras usadas en la minería por lixiviación y la remoción de sólidos disueltos de los flujos de desechos. En conjunto, las piscinas de evaporación representan una de las aplicaciones comerciales más grandes de la energía solar actualmente en uso.
Los colectores transpirados sin vidrios (en inglés: «Unglazed Transpired Collectors», «UTC») son muros perforados que enfrentan al sol usados para precalentar el aire de ventilación. Los UTC pueden aumentar la temperatura del aire hasta 22 °C y son capaces de entregar temperaturas de salida entre 45-60 °C. El corto período de amortización de los colectores transpirados (entre 3 a 12 años) los hacen una alternativa más costo-efectiva que los sistemas de recolección vidriados. Al año 2009, se han instalado mundialmente sobre 1500 sistemas con un área de colectores total de 300 000 m². Ejemplos típicos incluyen un colector de 860 m² en Costa Rica, usado para secar granos de café y un colector de 1300 m² en Coimbatore, India, usado para secar caléndulas.
Una instalación de procesamiento de comida ubicada en Modesto, California, usa cilindros parabólicos para producir vapor en el proceso de fabricación. Se espera que el área de colectores de 5000 m² proporcione 15 TJ por año.

## Colectores de temperatura media
Las instalaciones de temperatura media pueden usar varios diseños, los diseños más comunes son: glicol a presión, drenaje trasero, sistemas de lote y sistemas más nuevos de baja presión tolerantes al congelamiento que usan tuberías de polímero que contienen agua con bombeo fotovoltaico. Los estándares europeos e internacionales están siendo revisados para incluir las innovaciones en diseño y la operación de colectores de temperatura media. Las innovaciones operacionales incluyen la operación de "colectores permanentemente húmedos". Esta técnica reduce o incluso elimina la ocurrencia de tensiones de no flujo de alta temperatura conocidas como estancamiento, las que reducen la vida esperada de estos colectores.

### Secado solar

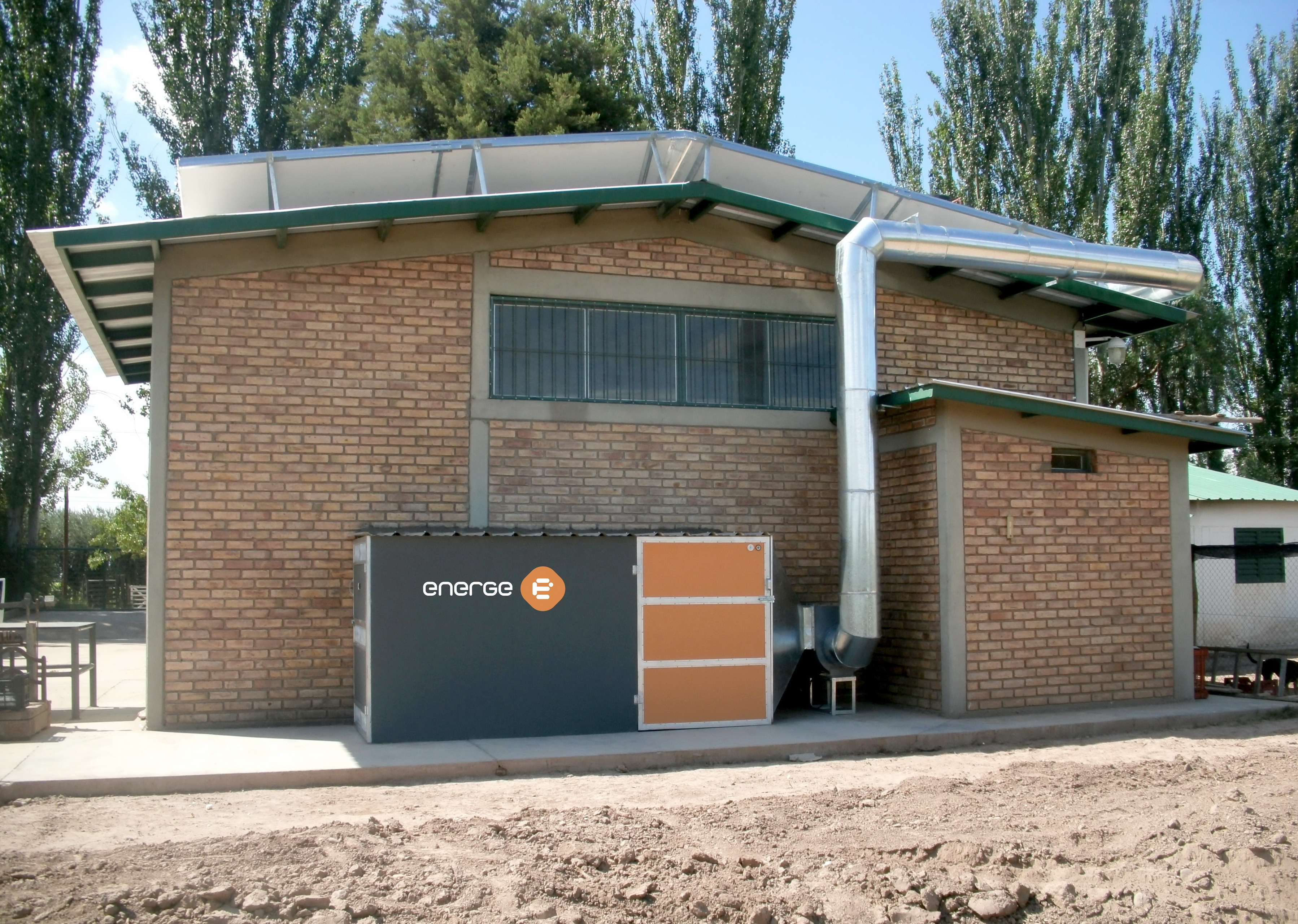
Secador solar industrial indirecto

La energía térmica solar puede ser útil para el secado de madera para la construcción y de madera para combustible tales como chips de madera para la combustión. También es usada para secar alimentos tales como frutas, granos y pescados. El secado de cultivos por medio de la energía solar térmica es ambientalmente amigable así como económica mientras que mejora la calidad del resultado. Las tecnologías en secado solar son variadas. Los más simples utilizan una malla tendida al sol, mientras que los de tipo industrial utilizan colectores de aire vidriados que conducen el aire caliente a una cámara de secado. 
La energía térmica solar también es útil en el proceso de secado de productos tales como chips de madera y otras formas de biomasa elevando la temperatura mientras que permiten que el aire pase a través de ella y saquen la humedad.

### Cocción mediante energía solar térmica

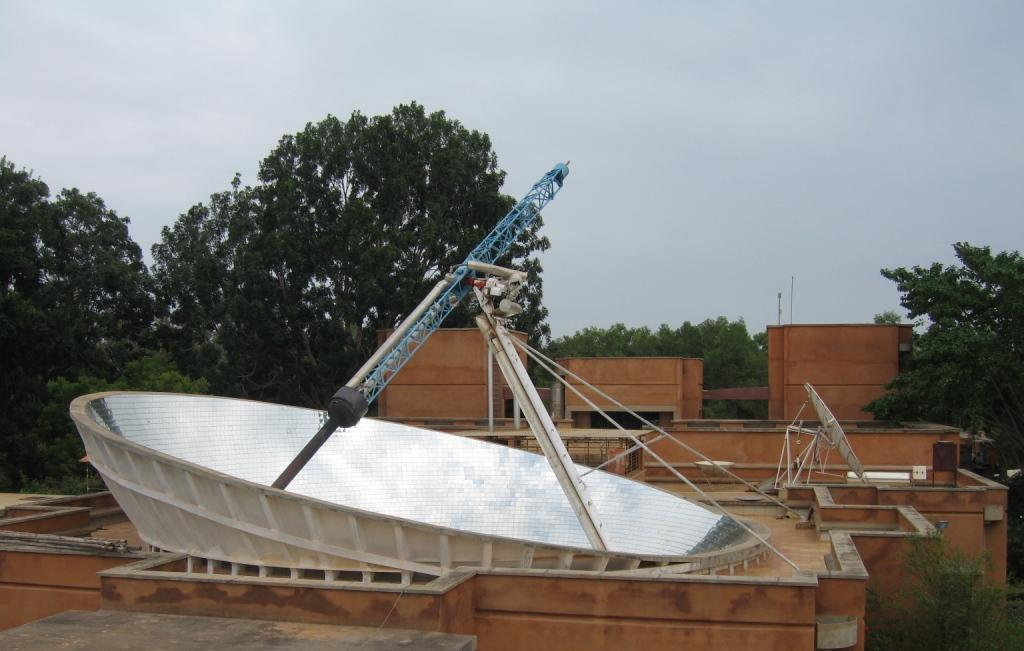
El tazón solar sobre la cocina solar en Auroville, India concentra la luz del sol en un receptor móvil para producir vapor que será usado en tareas de cocción de alimentos.

Las cocinas solares usan la luz del sol para cocinar, secar y pasteurización. La cocina solar reduce el consumo de combustible, ya sea combustibles fósiles o leña, y mejora la calidad del aire reduciendo o removiendo la fuente de humo.
La forma más simple de cocina solar es la caja de cocción que fue construida por primera vez por Horace-Bénédict de Saussure en el año 1767. Una caja de cocción básica consiste de un contenedor aislado con una tapa transparente. Estas cocinas pueden ser usadas efectivamente con cielos parcialmente cubiertos y normalmente alcanzan temperaturas de entre 50-100 °C.
Las cocinas solares de concentración usan reflectores para concentrar la energía solar en un contenedor de cocción. Las geometrías de reflector más comunes son las placas planas, de disco y cilíndrico-parabólicas. Estos diseños cocinan más rápido y a temperaturas más altas (hasta los 350 °C) pero requieren de luz solar directa para funcionar en forma adecuada.
La Cocina Solar en Auroville, India usa una tecnología de concentración única conocida como el tazón solar. Al contrario de los sistemas de convencionales de receptores fijos o de reflectores de seguimiento, el tazón solar usa un reflector esférico fijo con un receptor que sigue el foco de luz a medida que el sol cruza el cielo. El receptor del tazón solar alcanza temperaturas de 150 °C que es usado para producir vapor que ayuda a la cocción de 2000 raciones diarias.
Muchas otras cocinas solares en India usan otra tecnología de concentración única conocida como el reflector Scheffler. Está tecnología fue desarrollada por primera vez por Wolfgang Scheffler en el año 1986. Un reflector Scheffler es un disco parabólico que usa un solo eje de seguimiento para perseguir el curso diario del sol. Estos reflectores tienen una superficie reflectante flexible que es capaz de cambiar su curvatura para ajustarse a las variaciones estacionales en el ángulo de incidencia de la luz solar. Los reflectores Scheffler tienen la ventaja de tener un punto focal fijo lo que mejora la facilidad de cocción y son capaces de alcanzar temperaturas de entre 450 a 650 °C. En el año 1999 en Abu Road, Rajasthan, India se construyó el sistema de reflectores Scheffler más grande del mundo, este es capaz de cocinar hasta 35 000 raciones diarias. A principios del año 2008 han sido fabricadas sobre 2000 grandes cocinas, que usan el diseño Scheffler, a nivel mundial.

### Destilación
Los destiladores solares pueden ser usado para procesar agua potable en áreas donde el agua limpia no es común. La energía solar calienta el agua en el contenedor, luego el agua se evapora y se condensa en el fondo de la cubierta de vidrio.

## Colectores de alta temperatura

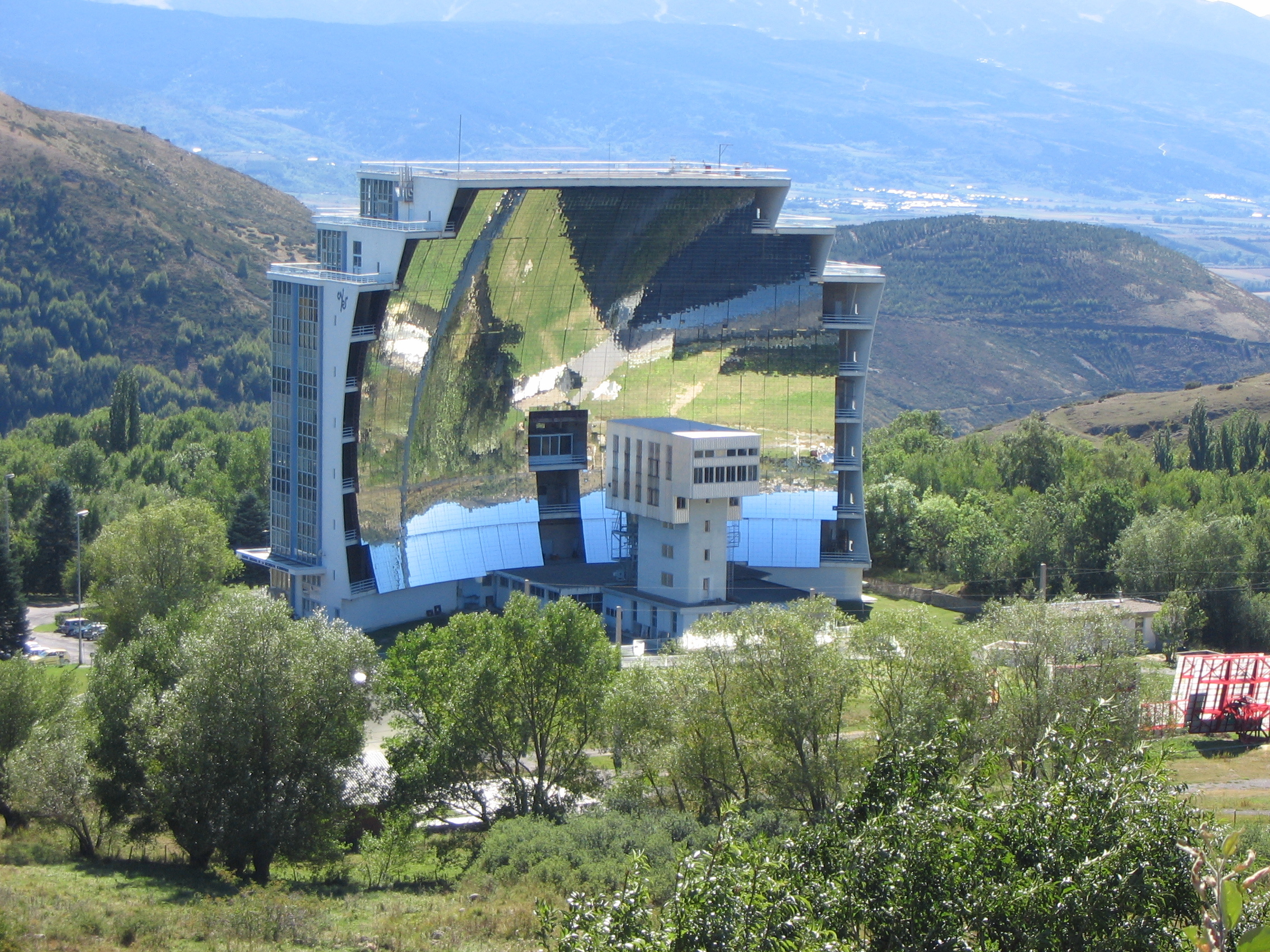
El horno solar ubicado en Odeillo en los Pirineos Orientales franceses puede alcanzar temperaturas de hasta 3.800 grados celsius.

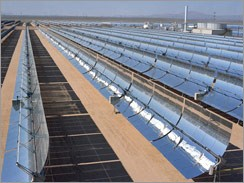
Planta de energía solar concentrada que usa un diseño parabólico de paso.

Las temperaturas inferiores a 95 grados celsius son suficientes para calefacción de espacios, en ese caso generalmente se usan colectores planos del tipo no concentradores. Debido a las relativamente altas pérdidas de calor a través del cristal, los colectores planos no logran alcanzar mucho más de 200 °C incluso cuando el fluido de transferencia está estancado. Tales temperaturas son demasiado bajas para ser usadas en la conversión eficiente en electricidad.
La eficiencia de los motores térmicos se incrementa con la temperatura de la fuente de calor. Para lograr esto en las plantas de energía termal, la radiación solar es concentrada por medio de espejos o lentes para lograr altas temperaturas mediante una tecnología llamada energía termosolar de concentración (en inglés: Concentrated Solar Power, CSP). El efecto práctico de las mayores eficiencias es la reducción del tamaño de los colectores de la planta y del uso de terreno por unidad de energía generada, reduciendo el impacto ambiental de una central de potencia así como su costo.
A medida que la temperatura aumenta, diferentes formas de conversión se vuelven prácticas. Hasta 600 °C, las turbinas de vapor, la tecnología estándar, tienen una eficiencia de hasta 41 %, Por sobre los 600 °C, las turbinas de gas pueden ser más eficientes. Las temperaturas más altas son problemáticas y se necesitan diferentes materiales y técnicas. Una propuesta para temperaturas muy altas es usar sales de fluoruro líquidas operando a temperaturas de entre 700 °C a 800 °C, que utilizan sistemas de turbinas de etapas múltiples para lograr eficiencias termales de 50 % o más. Las temperaturas más altas de operación le permiten a la planta usar intercambiadores de calor secos de alta temperatura para su escape termal, reduciendo el uso de agua de la planta, siendo esto crítico para que las centrales ubicadas en desiertos sean prácticas. También las altas temperaturas hacen que el almacenamiento de calor sea más eficiente, ya que se almacenan más watts-horas por unidad de fluido.
Dado que una planta de energía termosolar de concentración (CSP) primero genera calor, puede almacenar dicho calor antes de convertirlo en electricidad. Con la actual tecnología, el almacenamiento de calor es mucho más barato que el almacenamiento de electricidad. De esta forma, una planta CSP puede producir electricidad durante el día y la noche. Si la ubicación de la planta CSP tiene una radiación solar predecible, entonces la planta se convierte en una central confiable de generación de energía. La confiabilidad puede ser mejorada aún más al instalar un sistema de respaldo que use un sistema de combustión interna. Este sistema de respaldo puede usar la mayor parte de las instalaciones de la planta CSP, lo que hace disminuir el costo del sistema de respaldo.
Superados los temas de confiabilidad, con desiertos desocupados, sin problemas de polución y sin costos asociados al uso de los combustible fósiles, los principales obstáculos para el despliegue a gran escala de las centrales CSP son los costos, la contaminación estética, el uso del suelo y factores similares para las líneas de transmisión eléctrica de alta tensión. Aunque solo se necesita un pequeño porcentaje de los desiertos para abastecer los requerimientos globales de electricidad, aún esto es un gran superficie cubierta con espejos o lentes que se necesitan para obtener una cantidad significativa de energía.
Los sistemas tipo canal parabólico usan reflectores parabólicos en una configuración de canal para enfocar la radiación solar directa sobre un tubo largo que corre a lo largo de su foco y que conduce al fluido de trabajo, el cual puede alcanzar temperaturas hasta de 500 °C.
La generación fototérmica de electricidad es actualmente una de las aplicaciones más extensas de la energía solar en el mundo. Existen más de 2,5 millones de m² de concentradores solares instalados en 9 plantas Solar Energy Generation System (SEGS) de la Compañía Luz de Israel, que representan 354 MW y más del 85 % de la electricidad producida con energía solar. La compañía Luz salió del mercado en 1991 a causa de la reducción que se dio paralelamente en los costos de los energéticos convencionales y en los subsidios a los energéticos renovables en los Estados Unidos. Sus plantas usan aceite sintético como medio de transferencia de calor en el campo de concentradores; como circuito primario, el calor recogido por el aceite se intercambia posteriormente con agua donde se lleva a cabo la generación de vapor, el cual a su vez se expande para completar un ciclo Rankine. Durante los periodos de baja insolación, o bien para nivelar la oferta, se asisten con gas natural.
Actualmente se ha introducido el ciclo combinado para mejorar la eficiencia termodinámica de estos sistemas y se estudia la posibilidad de generar directamente el vapor en el campo de concentradores. Con esto se espera lograr llevar los precios de generación a niveles competitivos con las plantas termoeléctricas convencionales.
Existen otros sistemas, no comerciales aún, como los de torre central que usan helióstatos (espejos altamente reflejantes) para enfocar la luz solar, con la ayuda de una computadora y un servomecanísmo, en un receptor central. Los sistemas parabólicos de plato usan estos reflectores para concentrar la luz del sol en un receptor montado arriba del plato, en su punto focal.
Durante el día y el año, el sol cambia su posición respecto a un punto en la superficie del planeta. Para los sistemas de baja temperatura el seguimiento del sol se puede evitar (o limitar a unas pocas posiciones por año) si se usa óptica no visual. Sin embargo, para temperaturas más altas, si los espejos o lentes no se mueven, el foco de estos cambia, provocando que los ángulos de aceptación sean poco eficientes, aunque se compensa en parte por el uso de ópticas no visuales. Por consiguiente es necesario implementar un sistema para seguir la posición del sol, la desventaja de esto es que incrementa el costo y la complejidad de la planta. Se han ideado diferentes diseñados para solucionar este problema y que se pueden distinguir en cómo ellos concentran la luz solar y siguen la posición del sol.

### Diseños cilíndrico-parabólicos

Esquema de un diseño cilíndrico-parabólico. Un cambio de posición del sol que sea paralelo al receptor no requiere un ajuste de los espejos. Leyenda: Absorber tube: Tubo receptor, Reflecter: Reflector, Solar Field piping: Tuberías del campo solar.

Las plantas de energía cilíndrico-parabólicos usan un espejo cilíndrico curvado para reflejar la radiación solar directa sobre un tubo de vidrio que contiene un fluido (también llamado receptor, absorbedor o colector) ubicado a lo largo del cilindro, posicionado en el punto focal de los reflectores. El cilindro es parabólico a lo largo de un eje y lineal en el eje ortogonal. El cambio durante el día de la posición del sol perpendicular al receptor, es seguido inclinando el cilindro de este a oeste de tal forma que la radiación directa permanece enfocada en el receptor. Sin embargo, los cambios estacionales en el ángulo de incidencia de la luz solar paralelo al cilindro no requieren ajustar los espejos, dado que simplemente la radiación solar es concentrada en otra parte del receptor, de esta forma el diseño no requiere hacer el seguimiento en un segundo eje.
El receptor puede estar encerrado en una cámara al vacío de vidrio. El vacío reduce significativamente la pérdida de calor por convección.
Un fluido, también llamado fluido de transferencia de calor, pasa a través del receptor y se calienta muy fuertemente. Los fluidos más comunes son aceite sintético, sal fundida y vapor presurizado. El fluido que contiene el calor es transportado a un motor térmico donde aproximadamente un tercio del calor es transformado en electricidad.
Andasol 1 en Guadix, España usa el diseño cilíndrico-parabólico, el cual consiste de largas filas paralelas de colectores solares modulares. Estos siguen al Sol desde el este al oeste rotando sobre su eje, los paneles reflectores de alta precisión concentran la radiación solar sobre una tubería absorbente localizada a lo largo del eje focal de la línea de colectores. Un medio de transferencia de calor, un aceite sintético, como en los motores de los automóviles, se hace circular a través de las tuberías de absorción a una temperatura de hasta 400 °C y genera vapor bajo presión para propulsar un generador de turbina de vapor en un bloque de energía convencional.
Los sistemas cilíndrico-parabólico a escala total consisten de muchos de tales cilindros dispuestos en paralelo sobre una gran área de terreno. Desde el año 1985 el SEGS (en inglés: Solar Energy Generating Systems, SEGS), un sistema termal solar que usa este diseño, ha estado funcionando a plena capacidad en California, Estados Unidos.
El Sistema Solar de Generación de Energía (en inglés: Solar Energy Generating System, SEGS) es un conjunto de nueve plantas con una capacidad total de 350 MW. Actualmente es el sistema solar operacional más grande (tanto del tipo termal o no). La planta Nevada Solar One tiene una capacidad de 64 MW. Están en construcción las plantas Andasol 1 y 2 en España, cada planta tiene una capacidad de 50 MW, sin embargo, estas plantas son de un diseño que tiene un sistema de almacenamiento de calor que requiere un terreno con colectores solares mayor en relación con el tamaño del generador y turbina de vapor para almacenar el calor y enviarlo a las turbinas de vapor al mismo tiempo. El almacenamiento de calor permite una mejor utilización de las turbinas de vapor. Con una operación diurna y parcialmente nocturna la turbina de vapor de Andasol 1 con un capacidad de punta de 50 MW produce más energía que Nevada Solar One con una capacidad de punta de 64 MW, debido al sistema de almacenamiento de calor y un terreno de colectores más grande que posee la planta de Andasol 1.
Se había propuesto instalar 553 MW adicionales en el Mojave Solar Park, California pero este proyecto fue cancelado en el año 2011. También se ha propuesto una planta híbrida con almacenamiento de calor de 59 MW cerca de Barstow, California. Cerca de Kuraymat en Egipto, se generan aproximadamente 40 MW de vapor como aporte para una planta de gas. También se generan 25 MW de vapor como aporte para una planta de gas en Hassi R'mel, Argelia. El gobierno de India ha comenzado a desarrollar una iniciativa llamada Jawaharlal Nehru National Solar Mission (también conocida como la Misión Solar Nacional) para resolver el problema de abastecimiento de energía de India.

### Diseños con torres

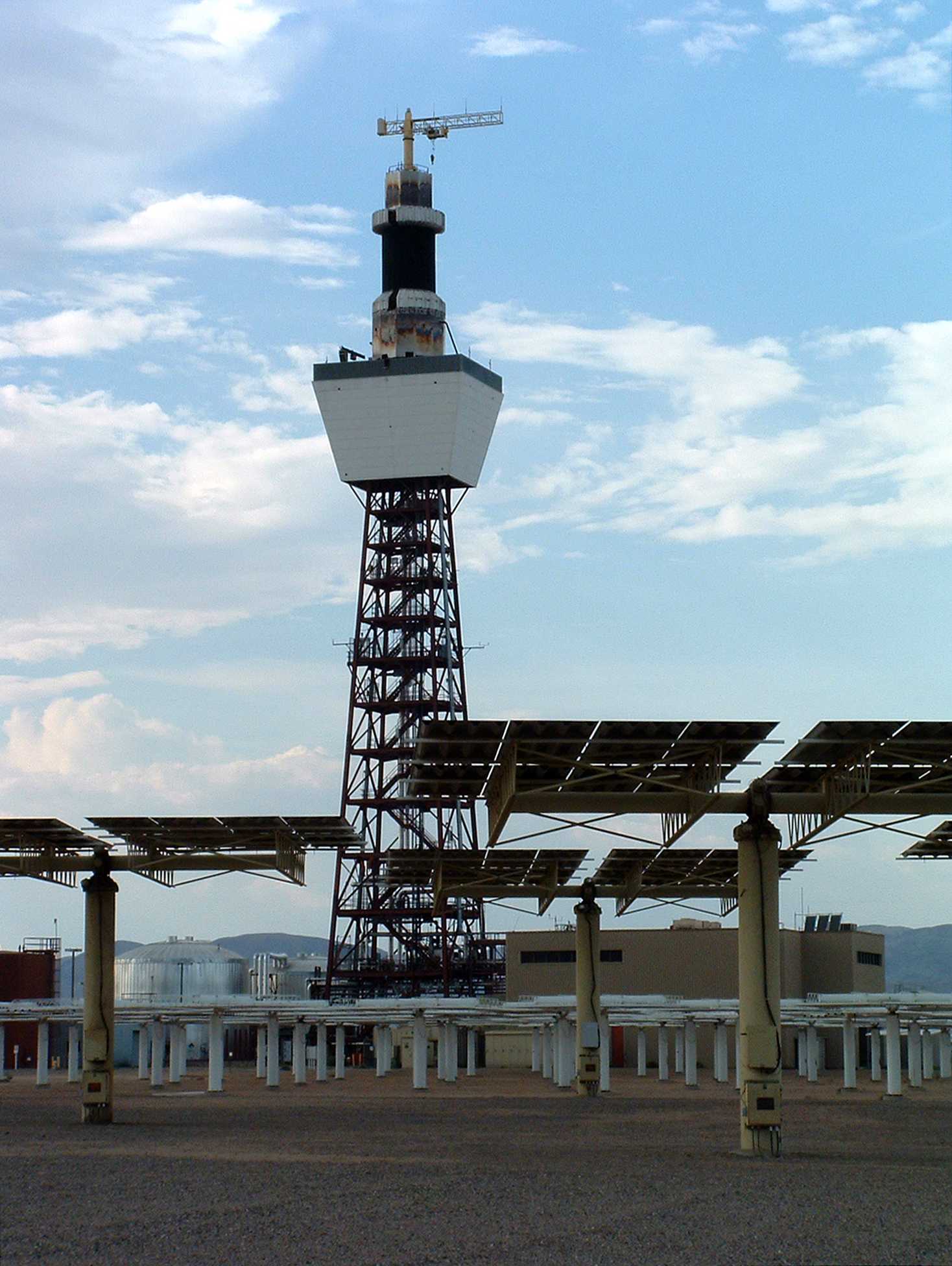
Solar Dos. Espejos planos enfocan la radiación solar en la parte superior de la torre. Las superficies blancas en la parte inferior del receptor son usadas para calibrar las posiciones de los espejos.

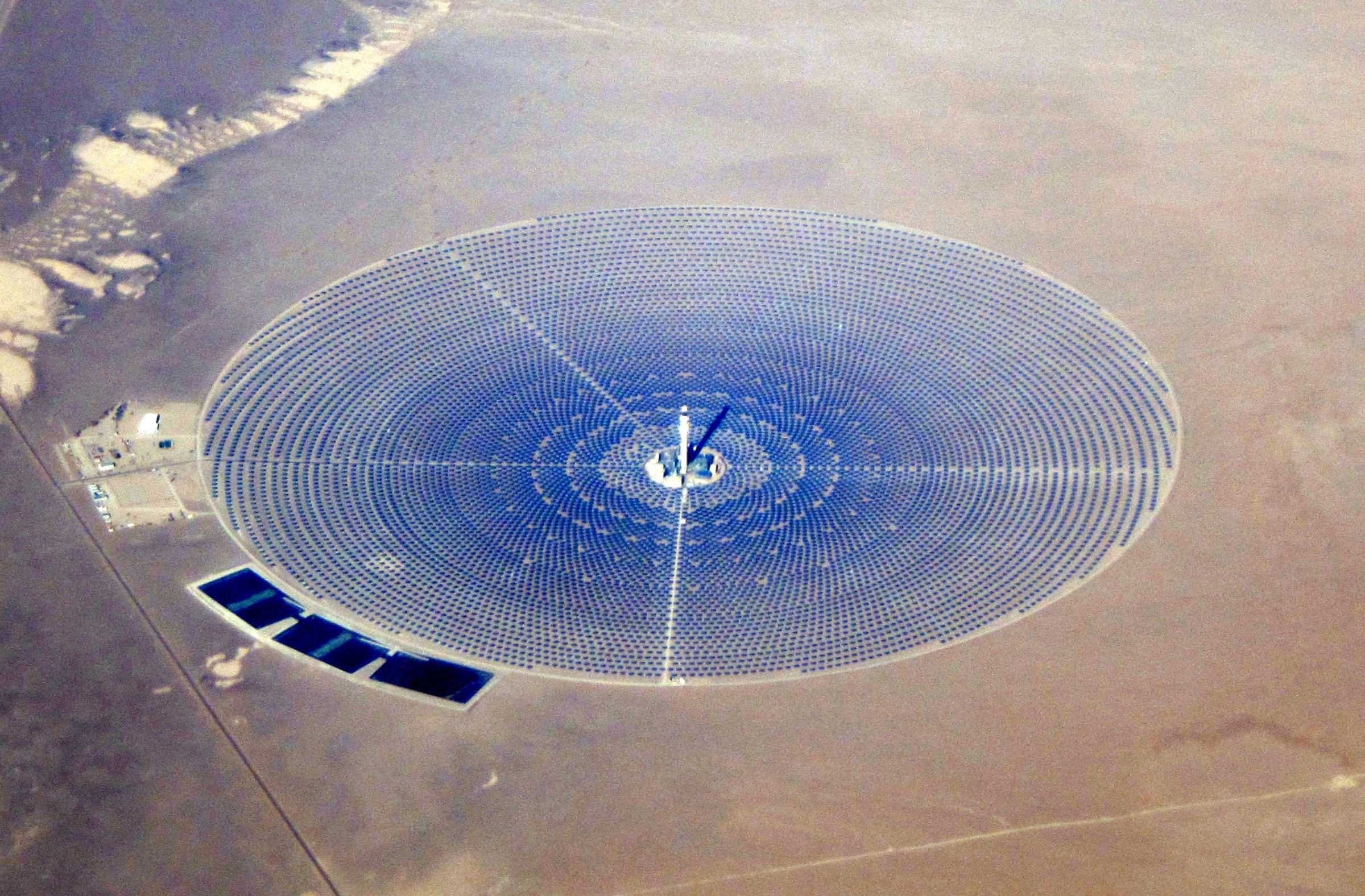
Central solar de Crescent Dunes, en Nevada, completada en diciembre de 2014.

Las torres de energía (también conocidas como central solar de 'torre central' o centrales de 'helióstatos') captura y enfocan la energía termal del sol con miles de espejos que siguen al sol (llamados helioestatos) ubicados en un terreno adyacente a la torre. Una torre está ubicada en el centro del terreno ocupado por los helióstatos. Los helióstatos concentran la luz del sol en un receptor que está ubicado en la parte superior de la torre. En el receptor la radiación solar concentrada calienta una sal fundida a sobre 538 °C. Posteriormente la sal fundida se envía a un tanque de almacenamiento termal donde se acumula, con una eficiencia termal del 98 %, finalmente es bombeada hacia un generador de vapor. El vapor impulsa una turbina la que genera electricidad. Este proceso, que también es conocido como ciclo de Rankine, es similar al que usa una planta que usa combustibles fósiles (carbón, gas natural, petróleo, etc.), excepto que la fuente de energía en este caso es la radiación solar limpia.
La ventaja de este diseño en comparación al diseño cilíndrico-parabólico es que logra alcanzar temperaturas más altas. La energía termal a temperaturas más altas puede ser convertida en electricidad con mayor eficiencia y es más barato el almacenamiento para ser usada posteriormente. Adicionalmente, el terreno adyacente no necesita ser tan plano. En principio una torre de energía podría ser construida en la ladera de una colina. Los espejos pueden ser planos y las tuberías están concentradas en la torre. La desventaja es que cada espejo debe tener su propio control en dos ejes, mientras que en el diseño cilíndrico-parabólico el control de seguimiento de un eje puede ser compartido por un conjunto más grande de espejos.
La NREL realizó una comparación de la relación costo/desempeño entre los diseños de torre de energía y los cilíndricos-parabólicos, está estimó que para el año 2020 se podría producir electricidad por un costo de 5,47 centavos de dólar por kWh para los diseños de torre de energía y de un costo de 6,21 centavos de dólar por kWh para los diseños cilíndricos-parabólicos. El factor de planta para los torres de energía fue estimado en un 72,9 % y para los diseños cilíndricos-parabólicos fue de 56,2 %. Se espera que el desarrollo de componentes para helióstatos de centrales baratos, durables y fabricados en masa harían bajar estos costos.

#### Ejemplos de centrales construidas
En junio de 2008, eSolar, una compañía basada en Pasadena, California fundada por el CEO de Idealab Bill Gross con financiamiento provisto por Google, anunció un Acuerdo para Compra de Energía (en inglés: Power Purchase Agreement, PPA) con la empresa de servicios públicos Southern California Edison para producir 245 megavatios de energía. También, en febrero de 2009, eSolar anunció que había licenciado su tecnología a dos socios de desarrollo, la empresa NRG Energy Inc. basada en Princeton, Nueva Jersey y el grupo ACME basado en India. En el acuerdo con NRG, las compañías anunciaron planes construir en forma conjunta plantas solares térmicas concentradoras por 500 megavatios a través de todo Estados Unidos. La meta para el Grupo ACME fue cerca del doble de esta cifra; ACME planeaba comenzar a construir sus primeras plantas generadoras de energía eSolar en el año 2009 y dentro de los siguientes 10 años completar 1 Gigavatio.
El software propietario de seguimiento del sol de eSolar coordina el movimiento de 24 000 espejos de 1 metro cuadrado por cada torre usando sensores ópticos para ajustar y calibrar los espejos en tiempo real. Esto permite un usar un material reflectante de alta densidad que hace posible el desarrollo de plantas generadoras solares termales de concentración (en inglés: Concentrating Solar Thermal Power, CSP) con unidades de 46 megavatios en terrenos de aproximadamente (MW) π millas cuadradas, lo que resulta en una proporción de terreno a energía de 16 000 m² por 1 megavatio.
BrightSource Energy firmó una serie de Acuerdos de Compra de Energía con Pacific Gas and Electric Company en marzo de 2008 por hasta 900 MW de electricidad, el compromiso de energía solar más grande realizado por una empresa de servicios públicos. Actualmente BrightSource está desarrollando varias plantas de generación solar en el sur de California, planaádose que se inicie la construcción de la primera en el año 2009.
En junio de 2008 BrightSource Energy inauguró su Centro de Desarrollo de Energía Solar (en inglés: Solar Energy Development Center, SEDC) de 4-6 MW en el Desierto de Negev, Israel. El sitio, localizado en el Parque Industrial de Rotem, posee 1600 helióstatos que siguen al sol y reflejan la radiación solar sobre una torre de 60 metros de alto. La energía concentrada luego es usada para calentar una caldera, localizada en la parte superior de la torre, a una temperatura de 550 grados celsius, generando vapor supercalentado.
Existe una torre funcionando en PS10 en España con una capacidad de 11 MW.
Una planta llamada Solar Tres de 15 MW con almacenamiento de calor está bajo construcción en España. En Sudáfrica, está planificada una planta solar de 100 MW equipada con entre 4000 y 5000 helióstatos, cada uno de un área de 140 m². Una planta localizada en Australia llamada Granja solar Cloncurry (que usa grafito purificado como almacenamiento de calor localizado directamente en la torre).
Marruecos está construyendo cinco plantas solares termales alrededor de Uarzazat. Las plantas producirán aproximadamente 2000 MW hacia el año 2012. Sobre diez mil hectáreas de terreno se usarán para todos las plantas.
El proyecto Solar Uno de 10 MW fue puesto fuera de comisión (posteriormente se desarrolló en el proyecto Solar Dos) y también la central solar Thémis de 2 MW.

### Diseños de disco

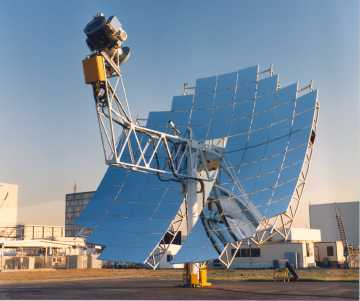
Un disco solar parabólico que concentra la radiación solar sobre un elemento calefactor de un motor Stirling. Toda la unidad actúa como un seguidor solar.

Un sistema de disco Stirling usa un gran disco reflector parabólico (similar a la forma que tiene un disco de televisión satelital). Este enfoca toda la radiación solar que llega al disco sobre un solo punto en la parte superior del disco, donde un receptor captura el calor y lo transforma en algo que se pueda usar. Normalmente el disco está acoplado a un motor Stirling, lo que se conoce como un Sistema Disco-Stirling, pero algunas veces se utiliza un motor de vapor. Estos motores crean energía cinética rotacional que puede ser convertida en electricidad usando un generador eléctrico.
La ventaja de un sistema de disco es que puede alcanzar temperaturas muchas más altas debido a una concentración mayor de luz (de manera similar que en los diseños de torre). Las temperaturas más altas permiten una mejor conversión a electricidad y los sistemas de disco son muy eficientes en este aspecto. Sin embargo, también hay algunas desventajas. La conversión de calor a electricidad requiere partes que se mueven y eso resulta en mayores requerimientos de mantenimiento. En general, una aproximación centralizada de este proceso de conversión es mejor que uno descentralizado en el diseño de disco. Segundo, el motor, que es pesado, es parte de la estructura que se mueve, lo que requiere una estructura rígida y un sistema de seguimiento resistente. Adicionalmente, se usan espejos parabólicos en vez de espejos planos lo que significa que el seguimiento debe ser realizado en dos ejes.

#### Ejemplos de centrales construidas
En el año 2005 Southern California Edison anunció un acuerdo para comprar motores Stirling para energía solar a la empresa Stirling Energy Systems durante un período de veinte años y en cantidades suficientes (20 000 unidades) para generar 500 MW de electricidad. En enero de 2010, Stirling Energy Systems y Tessera Solar pusieron en funcionamiento la primera central solar de demostración de 1,5 MW ("Maricopa Solar") usando la tecnología Stirling en Peoria, Arizona. A comienzos del año 2011 la subsidiaria de desarrollo de Stirling Energy, Tessera Solar, vendió de sus proyectos grandes, el proyecto Imperial de 709 MW y el proyecto Calico de 850 MW a las empresas AES Solar y K. Road respectivamente, y en el otoño de 2011 Stirling Energy Systems se acogió al Capítulo 7 de bancarrota debido a la competencia de la tecnología fotovoltaica de bajo costo.

### Reflectores Fresnel

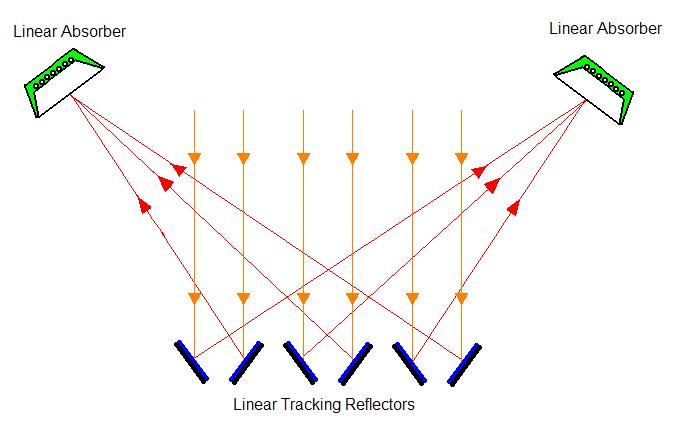
Esquema de un reflector Fresnel. Los sistemas solares compuestos de reflectores Fresnel lineales usan inclinaciones alternas para los espejos para reducir el espacio requerido y prevenir el bloqueo del sol por parte de otros espejos. Leyenda: Linear absorber: Absorbedor lineal, Linear Tracking Reflectors: Reflectores de seguimiento lineal.

Una central solar con reflectores Fresnel lineales usa una serie de espejos largos, estrechos, de baja curvatura (o incluso planos) para enfocar la luz en uno o más receptores lineales localizados sobre los espejos. En la parte superior del receptor un pequeño espejo parabólico puede estar posicionado para apoyar el enfoque sobre el receptor. La idea de estos sistemas es ofrecer bajos costos totales al compartir un receptor entre varios espejos (cuando se le compara con los conceptos cilíndricos y de disco), mientras que usan la simple geometría de enfoque lineal con un eje de seguimiento. Esto es similar al diseño de cilindro (y diferente de los diseños de torre central y de discos con doble eje). El receptor es estacionario y por lo tanto no necesita de acoples de fluidos (como es el caso en los diseños de cilindro y de discos). También los espejos no necesitan sostener al receptor, así que son estructuralmente más simples. Cuando se usan estrategias de puntería adecuadas (espejos apuntados a diferentes receptores a diferentes horas del día), se puede permitir una densidad mayor de espejos en el terreno disponible.
También ha sido desarrollado un concepto con la idea de reflectores Fresnel con enfoque puntual llamado Multi-Tower Solar Array (MTSA), en castellano: Arreglo Solar de Torres Múltiples. pero aún no ha sido construido un prototipo. En este concepto los espejos de posiciones alternas apuntan a torres diferentes como sus blancos, logrando de esta forma minimizar el bloqueo entre espejos y permiten una agrupación más densa de estos. En la torre la radiación solar sería recibida por un divisor de haz curvado, construido de cuarzo revestido, este divisor separaría la porción verde y roja del espectro visible y la porción del infrarrojo cercano y las enviaría a un receptor fotovoltaico, ya que estas partes del espectro electromagnético son las más eficientes para ser usadas con la generación fotovoltaica de electricidad. El resto de las longitudes de onda serían enviadas al receptor termal y la turbina, proceso que utiliza la energía de la radiación y no a las longitudes de onda. Este concepto ganó un financiamiento por el Australian Research Council para construir un prototipo de una sola torre en Australia y que pueda generar aproximadamente 150 kW(e) y que usará una microturbina combinada y un receptor fotovoltaico.

#### Ejemplos de centrales construidas
Se han construido prototipos recientes de este tipo de sistemas en Australia (del tipo Reflector Fresnel lineal compacto) y por Solarmundo en Bélgica.
El proyecto de investigación y desarrollo de Solarmundo, con su central piloto en Lieja, fue cerrado después de probar el concepto de la tecnología Fresnel lineal en forma exitosa. Subsecuentemente, la empresa Solar Power Group GmbH, basada en Múnich, Alemania, fue fundado por algunos de los miembros del equipo Solarmundo. Un prototipo basado en espejos Fresnel con generación directa de vapor fue construido por SPG en conjunto con el Centro Aeroespacial Alemán (DLR).
Basado en el prototipo australiano se ha propuesta una central de 177 MW ubicada cerca de San Luis Obispo en California y que sería construida por la empresa Ausra., pero Ausra vendió este proyecto a First Solar, finalmente First Solar (un fabricante de celdas solares fotovoltaicas de película delgada) no construirá el proyecto Carrizo, esto resultó en la cancelación del contrato de Ausra para proporcionar 177 MW a P.G.& E. Las centrales de capacidad pequeña son un enorme desafío económico para los diseños cilíndrico-parabólico y de disco, pocas compañías construyen estos proyectos tan pequeños. SHP Europe, una antigua subsidiaria de Ausra, tiene planes para construir una central de ciclo combinado de 6,5 MW en Portugal. La compañía alemana SK Energy GmbH tiene planes para construir varias centrales pequeñas de 1 a 3 MW en el sur de Europa (especialmente en España) usando la tecnología de espejso Fresnel y de motor de vapor.
En mayo de 2008, la empresa alemana Solar Power Group GmbH y la empresa española Laer S.L. acordaron la ejecución conjunta de una central solar termal en el centro de España. Esta será la primera central solar termal en España basada en la tecnología de colectores Fresnel de la empresa Solar Power Group. El tamaño planificado de la central será de 10 MW con una unidad de respaldo basada en combustible fósil. El comienzo de la construcción está planificada para el año 2009. El proyecto está localizado en Gotarrendura, un pequeño pueblo pionero en el uso de energías renovables, aproximadamente a 100 km al noroeste de Madrid, España.
Desde marzo de 2009, la central solar de Puerto Errado 1 (PE 1) operada por la empresa alemana Novatec Solar está operando comercialmente en el sur de España. La central solar está basada en la tecnología de colectores lineales Fresnel y tiene una capacidad eléctrica de 1,4 MW. Adicionalmente a un bloque de potencial convencional, la central incluye una caldera solar con una superficie de espejos de alrededor de 18 000 m². El vapor es generado concentrando la irradiación solar directa sobre un receptor lineal que está ubicado a 7,4 metros sobre la superficie del terreno. Un tubo absorbedor está localizado en la línea de foco del campo de espejos, en este el agua es evaporada directamente en vapor saturado a una temperatura de 270 °C y a una presión de 55 bar por la energía solar concentrada. Desde septiembre del año 2011, debido a un nuevo diseño de receptor desarrollado por Novatec Solar, el vapor ahora puede ser generado a una temperatura de 500 °C.
La central solar de Puerto Errado 2 (PE 2) de 30 MW es una versión agrandada de la PE 1, esta también está basada en la tecnología de colectores Fresnel desarrollada por la empresa alemana Novatec Solar. Comprende una superficie de espejos de 302 000 m² y está en operación desde agosto de 2012. La central está localizada en la región de Murcia.

### Tecnologías de reflectores lineales Fresnel

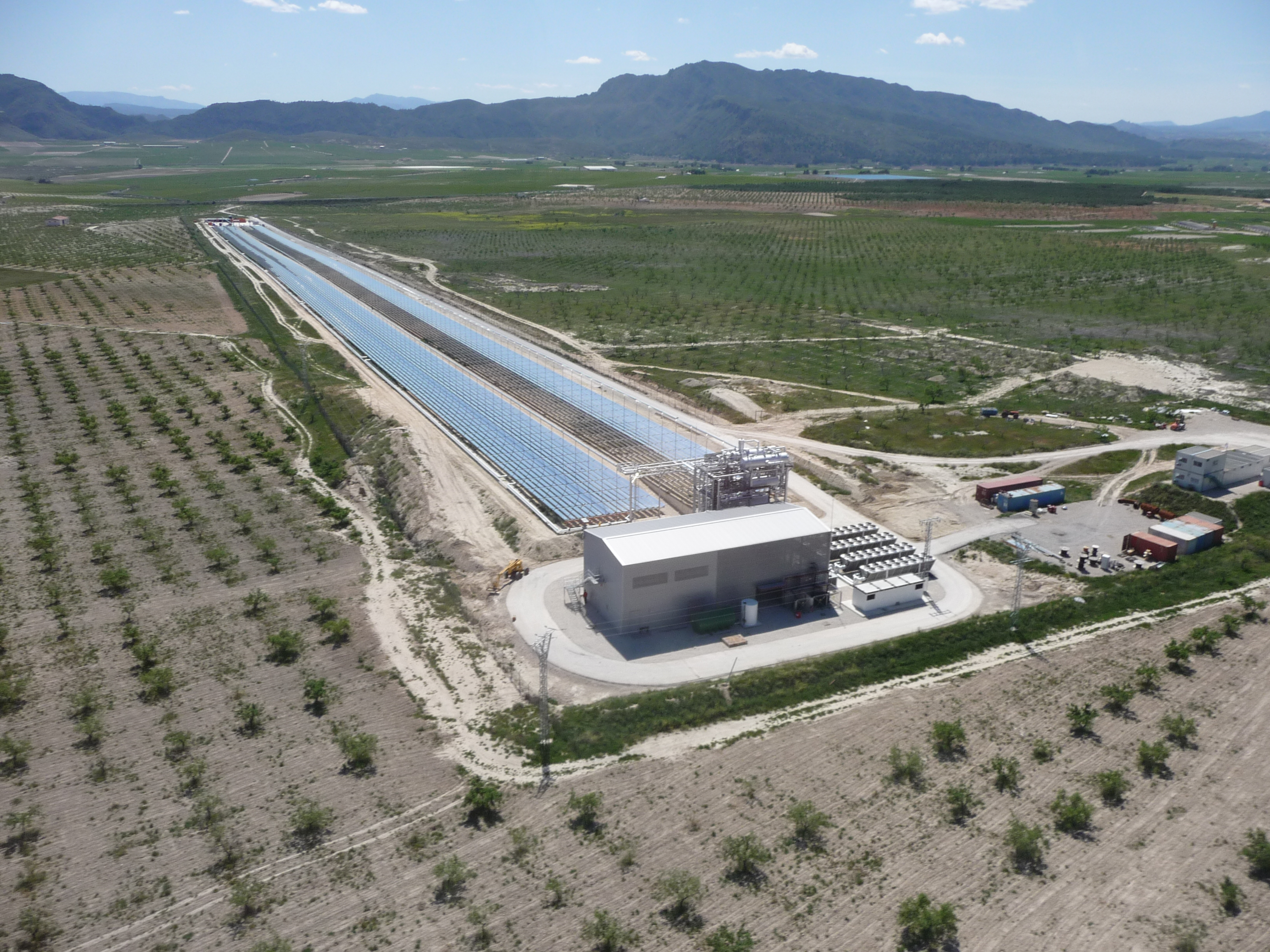
La central solar Puerto Errado 1 en el sur de España

Otras tecnologías de seguimiento de un solo eje incluyen a las relativamente nueva de reflector lineal Fresnel (en inglés: Linear Fresnel Reflector, LFR) y de LFR-Compacto (en inglés: Compact-LFR, CLFR). La LFR difiere de la de cilindro parabólico en que el absorbedor se encuentra fijo en el espacio sobre el campo de espejos. También, el reflector está compuesto de muchos segmentos de fila bajos, que se enfican colectivamente sobre una larga torre receptora elevada que corre paralela al eje de rotación de los reflectores.
Este sistema ofrece una solución de bajo costo ya que la fila del absorbedor es compartida con varias filas de espejos. Sin embargo, una dificultad fundamental con la tecnología LFR es evitar el obscurecimiento de la radiación solar incidente y el bloqueo de la radiación solar reflejada por los reflectores adyacentes. El bloqueo y el obscurecimiento puede ser reducidos al usar torres más altas o incrementando el tamaño del absorbedor, lo que permite incrementar el espaciamiento entre los reflectores más alejados del absorbedor. Ambas soluciones tienen costos extras asociados, ya que se requiere una mayor superficie de terreno.
El CLFR ofrece una solución alternativa al problema del LFR. El LFR clásico tiene solo un absorbedor lineal instalado en una sola torre lineal. Esto impide cualquier opción en la dirección de la orientación de un reflector específico. Dado que esta tecnología sería introducida en un gran campo, uno puede asumir de que existirán mucho absorbedores lineales en el sistema. Por lo tanto, si los absorbedores están lo suficientemente cercanos, los reflectores individuales tendrán la opción de dirigir la radiación solar reflejada hacia al menos dos absorbedores. Este factor adicional permite el potencial para arreglos con una alta densidad, dado que los patrones de inclinaciones de reflectores alternadas pueden ser hechos de tal forma que los reflectores instalados con una alta densidad no se bloquean o ensombrecen mutuamente.
Las centrales solares CLFR ofrecen reducción de costos en todos los elementos del arreglo solar. Esta reducción de costos alentan el avance de esta tecnología. Las características que inciden en la reducción de costos de este sistema comparadas a las de la tecnología cilíndrica-parabólica incluyen costos estructurales minimizados, pérdidas por bombeo parásito minimizadas y mantenimiento reducido. La disminución de los costos estructurales se atribuyen a uso de reflectores de vidrio planos o curvados elásticamente en vez de costosos reflectores de vidrio hundido montados cerca del suelo. También, el ciclo de transferencia de calor está separado del campo de reflectores, evitando el costo de las tuberías flexibles de alta presión que se requieren para los sistemas cilíndricos. La disminución de las pérdidas de bombeo parásito se deben al uso de agua para el fluido de transferencia de calor con ebullición directa pasiva. El uso de tubos de vidrio evacuados asegura bajas pérdidas por radiación y son baratos. Estudios existentes para las centrales CLFR han mostrado una eficiencia entre el haz de radiación recibido y la electricidad generada de un 19 % en una base anual como un precalentamiento.

### Lentes Fresnel
Se han construido prototipos de concentradores de lentes de Fresnel para la recuperación de energía termal por la empresa International Automated Systems. No se conocen de sistemas termales que usen lentes de Fresnel en operación a plena escala, aunque ya se encuentran disponibles algunos productos que incorporan lentes de Fresnel en conjunto con células fotovoltaicas.
La ventaja de este diseño es que los lentes son más baratos que los espejos. Adicionalmente, si se escoge un material flexible, entonces se requiere de una estructura de soporte de menor rigidez para resistir la carga generada por el viento. En el proyecto Desert Blooms se puede ver un nuevo concepto de tecnología para concentradores solares livianos y 'no disruptivos' que usa lentes de Fresnel asimétricos que ocupan un área de superficie de terreno mínima y que permite mayores cantidades de energía solar concentrada por cada concentrador, aunque todavía no se construye un prototipo.

### Cilíndrico parabólico cerrado
El sistema solar termal cilíndrico parabólico cerrado encapsula los componentes al interior de un recinto de vidrio tipo invernadero. El recinto protege los componentes de los elementos que pueden impactar negativamente la confiabilidad y eficiencia del sistema. Espejos reflectores solares curvados livianos se encuentran suspendidos desde el techo del recinto de vidrio sostenidos por cables. Un sistema de seguimiento de un solo eje posiciona los espejos para recuperar la cantidad óptima de radiación solar. Los espejos concentran la radiación solar y la enfocan en una red de tuberías de acero estacionarias, también suspendidas de la estructura del recinto de vidrio. Se bombea agua a través de las tuberías y esta es hervida para generar vapor usando la radiación solar concentrada. A continuación el vapor es usado como calor de proceso. Al proteger los espejos del viento permite lograr temperaturas más altas y previene que se acumule polvo sobre estos como un resultado de ser expuestos a la humedad ambiente.

### Hornos solares
Los hornos solares son reflectores parabólicos o lentes construidas con precisión para enfocar la radiación solar en superficies pequeñas y de este modo poder calentar "blancos" a altos niveles de temperatura. La temperatura que puede obtenerse con un horno solar está determinada por el segundo principio de la termodinámica y es equivalente a la temperatura de la superficie del sol, esto es 6000 °C, y por la consideración de las propiedades ópticas de un sistema de horno que limitan la temperatura máxima disponible. Se han usado hornos solares para estudios experimentales que han alcanzado hasta 3500 °C y se han publicado temperaturas superiores a 4000 °C. Las muestras pueden calentarse en atmósferas controladas y en ausencia de campos eléctricos o de otro tipo si así se desea.
El reflector parabólico tiene la propiedad de concentrar en un punto focal los rayos que entran en el reflector paralelamente al eje. Como el sol abarca un ángulo de 32', aproximadamente, los haces de rayos no son paralelos y la imagen en el foco del receptor tiene una magnitud finita. Como regla empírica, el diámetro de la imagen es aproximadamente la razón de longitud focal dividido por 111. La longitud focal determina el tamaño de la imagen y la abertura del reflector la cantidad de energía que pasa por el área focal para una velocidad dada en incidencia de radiación directa. El cociente entre la abertura y la longitud focal es, pues, una medida de flujo de energía disponible en el área focal y con arreglo a este flujo se puede calcular una temperatura de cuerpo negro.
La utilidad de los hornos solares aumenta con el uso de helióstatos, o espejo plano móvil, para llevar la radiación solar al reflector parabólico. esto permite el montaje estacionario de una parábola de ordinario en posición vertical, con lo cual se pueden colocar aparatos para atmósfera controlada y movimiento de muestras, soportes de blancos, y otros, sin necesidad de mover todo el equipo. El poder de reflexión del helióstato varía de 85 a 95 % según su construcción, por lo que resulta una pérdida de flujo del 5 al 15 % para el horno, y la disminución correspondiente a las temperaturas que se puedan alcanzar.
Se construyen hornos solares de hasta 3 metros de diámetro con espejos de una sola pieza de aluminio, cobre o de otros elementos y se han construido hornos más grandes de múltiples reflectores curvos.
El reflector o blanco usado en los hornos solares puede ser de varias formas. Las sustancias pueden fundirse en sí mismas en cavidades de cuerpo negro, encerrarse en envoltura de vidrio o de otra materia transparente para atmósferas controladas, o introducirse en un recipiente rotatorio "centrífugo". La medición de las temperaturas del blanco en los hornos solares se hace por fusión de sustancias de punto de fusión conocidos y por medios pirométricos ópticos o de radiación.
Se usan hornos solares en gran variedad de estudios experimentales, entre ellos, la fusión de materiales refractarios, la realización de reacciones químicas e investigación de las relaciones de fase en sistemas de alto punto de fusión como sílice alúmina.
La estabilización del óxido de circonio refractario por adición de pequeñas cantidades de CaO en recipientes centrífugos es uno de los muchos trabajos publicados por Trombe, quien también ha eliminado flúor de mezcla de fosfatos por calentamiento en un horno en presencia de sílice y vapor de agua, según la reacción:
[Ca3(PO4)2]3.CaF2 + xSiO2 + H2O ® 3 Ca2(PO4)2 + (SiO2)x.CaO + 2HF
Se ha preparado, con buen rendimiento, óxido de circonio calentando silicato de circonio a 1400 °C con carbonato de sodio, Según la ecuación:
ZrSiO4 + 2Na2CO3 ® Na4SiO4 + 2CO2 + ZrO2
Entre otros usos propuestos para los hornos solares figuran los experimentos de pirólisis instantánea en investigación química inorgánica y orgánica, y estudios geoquímicos de rocas y minerales.

## Acumulación e intercambio de calor
Existe más energía en las frecuencias más altas de la luz basados en la fórmula {\displaystyle E=h\nu }, donde h es la constante de Planck y {\displaystyle \nu } es la frecuencia. Los colectores metálicos disminuyen las frecuencias más altas de la luz produciendo una serie de cambios Compton en abundancia de frecuencias más bajas de la luz. Los revestimientos de vidrio y cerámica con alta transmisividad en el espectro visible y ultravioleta y con una trampa metálica con absorción efectiva en el espectro infrarrojo (bloqueo de calor) absorben la luz de baja frecuencia producida por la pérdida a través de radiación. La aislación de la convección previene las pérdidas mecánicas transferidas a través del gas. Una vez que recuperado como calor, la eficiencia del almacenamiento térmico aumenta con el tamaño. A diferencia de las tecnologías fotovoltaicas que a menudo se degradan con la luz concentrada, la tecnología solar termal depende de la concentración de la luz, la cual requiere de un cielo despejado para alcanzar las temperaturas necesarias para producir electricidad.
El calor en un sistema solar termal es controlado por cinco principios básicos: ganancia de calor, transferencia de calor, almacenamiento de calor, transporte de calor y aislación termal. En esta situación, el calor es la medida de la cantidad de energía termal que contiene un objeto y está determinada por la temperatura, masa y calor específico del objeto. Las centrales solares termales usan intercambiadores de calor que están diseñados para condiciones de trabajo constantes para proporcionar el intercambio de calor.
La ganancia de calor es el calor acumulado por el sol en el sistema. El calor solar termal es atrapado usando el efecto invernadero, este efecto en este caso es la habilidad de una superficie reflectante para transmitir la radiación de onda corta y reflejar la radiación de onda larga. El calor y la radiación infrarroja son producidas cuando la radiación de onda corta golpea la placa de absorción, que luego es atrapado al interior del colector. Un fluido, usualmente agua, en el absorbedor pasa por tubos y recoge el calor atrapado y lo transfiere a un depósito de almacenamiento de calor.
El calor es transferido ya sea por conducción o convección. Cuando el agua es calentada, la energía cinética es transferida por conducción a las moléculas de agua a través del medio. Estas moléculas dispersan si energía termal por conducción y ocupan más espacio que las moléculas frías que se mueven más lento sobre ellas. La distribución de la energía desde el agua caliente que se eleva hacia el agua fría que se hunde contribuyen al proceso de convección. El calor es transferido en el fluido desde las placas de absorción del colector por conducción. El fluido del colector es hecho circular a través de las tuberías transportadoras hasta el lugar del almacenamiento del calor. Al interior del almacenamiento, el calor es transferido a través del medio por convección.
El almacenamiento del calor permite que las centrales solares termales puedan producir electricidad durante las horas del día sin luz solar. El calor es transferido a un medio de almacenamiento de calor en un depósito aislado durante las horas con luz solar y es recuperado para la generación de electricidad durante las horas cuando no hay luz solar. La tasa de transferencia de calor está relacionada con la conductividad y convección del medio así como a las diferencias de temperatura. Los cuerpos con grandes diferencias de temperatura transfieren el calor más rápido que los cuerpos con diferencias de temperatura más baja.
El transporte del calor se refiere a la actividad en que el calor de un colector solar es transportado hacia el depósito de almacenamiento de calor. La aislación térmica es vital tanto en las tuberías de transporte de calor como en el depósito de almacenamiento de calor. Previene la pérdida de calor, que está relacionada con la pérdida de energía que a su vez afecta negativamente la eficiencia del sistema.

## Almacenamiento de calor
El almacenamiento de calor le permite a las centrales solares termales producir electricidad durante la noche y los días nublados. Esto permite el uso de la energía solar en la generación de carga base así como para la generación de potencia de punta, con el potencial de reemplazar a las centrales que usan combustibles fósiles. Adicionalmente, la utilización de los generadores es más alta lo que reduce los costos.
El calor es transferido a un medio de almacenamiento termal en un depósito aislado durante el día y es retirado para la generación de electricidad en la noche. Los medios de almacenamiento termal incluyen vapor presurizado, concreto, una variedad de materiales con cambio de fase, y sales fundidas tales como calcio, sodio y nitrato de potasio.

### Acumulador de vapor
La central solar PS10 almacena el calor en tanques como vapor presurizado a 50 bar y a 285 °C. El vapor se condensa y se convierte instantáneamente nuevamente en vapor cuando la presión se baja. El almacenamiento se puede hacer hasta por una hora. Se ha sugerido que se puede almacenar por más tiempo pero aún no se ha probado en una central ya existente.

### Almacenamiento en sal fundida
Se han probado una variedad de fluidos para transportar el calor del sol, incluyendo agua, aire, aceite y sodio, pero en algunos casos se han seleccionado sal fundida como la mejor opción. La sal fundida es usada en los sistemas de torres de energía solar ya que es líquida a presión atmosférica, proporcionando un medio de bajo costo para almacenar energía termal, sus temperaturas de operación son compatibles con la de las actuales turbinas de vapor, y es no inflamable y no tóxica. La sal fundida es usada en las industrias químicas y de metales para transportar calor, así que existe gran experiencia en su uso.
La primera mezcla comercial de sal fundida era una forma común de nitro, 60 por ciento de nitrato de sodio y 40 por ciento de nitrato de potasio. El nitro se funde a 220 °C y se mantiene líquido a 290 °C en un tanque de almacenamiento con aislante. El nitrato de calcio puede reducir el punto de fusión a 131 °C, permitiendo que se pueda extraer más energía antes de que la sal se congele. Ahora existen varios grados técnicos de nitrato de calcio que son estables a más de 500 °C.
Estos sistemas de energía solar pueden generar electricidad en climas nubosos o durante la noche usando el calor almacenado en los tanques de sal caliente. Los tanques se encuentran equipados con aislamiento y son capaces de almacenar el calor durante una semana. Los tanques que alimentan una turbina de 100 MW durante cuatro horas deberían tener un tamaño de 9 m de alto por 24 m de diámetro.
La central solar de Andasol ubicada en España es la primera central solar termal comercial en usar sal fundida para almacenar calor y generar electricidad durante la noche. Esta central entró en funcionamiento el marzo del año 2009. El 4 de julio de 2011, se realizó un hito en la historia de la industria solar la central solar de Gemasolar de 19,9 MW fue la primera en generar electricidad en forma ininterrumpida durante 24 horas seguidas usando un almacenamiento de calor de sal fundida.

### Almacenamiento de calor en grafito
Directo 

La propuesta central solar ubicada en Cloncurry, Australia almacenará calor en grafito purificado. La central usa un diseño de torre de energía. El grafito se encuentra localizado en la parte superior de la torre. El calor capturado por los helióstatos va directamente hacia el almacenaje. El calor usado para la generación de energía es recuperado desde el grafito. Esto simplifica el diseño.
Indirecto 

Refrigerantes de sal fundida son usado para llevar el calor desde los reflectores hacia el depósito de almacenamiento de calor. El calor llevado por las sales es transferido a un fluido de transferencia de calor secundario a través de un intercambiador de calor y luego al medio de almacenamiento, o en forma alternativa, las sales pueden ser usadas para calentar directamente el grafito. El grafito es usado ya que tiene costos relativamente bajos y es compatible con las sales líquidas del fluoruro. La alta masa y capacidad calórica volumétrica del grafito proporcionan un eficiente medio de almacenamiento.

### Uso de materiales con cambio de fase para almacenamiento
Los materiales con cambio de fase (en inglés: Phase Change Material, PCM) ofrecen una solución alternativa en el almacenamiento de energía. Usando una infraestructura de transferencia de calor similar, los PCM tienen el potencial de proporcionar un medio más eficiente de almacenamiento. Los PCM pueden ser materiales orgánicos o inorgánicos. Las ventajas de los PCM orgánicos incluyen que son no corrosivos, con subenfriamiento bajo o ninguno, y estabilidad química o termal. Las desventajas incluyen una baja entalpía de cambio de fase, baja conductividad termal e inflamabilidad. Las ventajas de los PCM inorgánicos son una mayor entalpía de cambio de fase, pero exhiben desventajas en temas relacionados al subenfriamiento, corrosión, separación de fase y carencia de estabilidad termal. La mayor entalpía de cambio de fase en los PCM inorgánicos hacen que las sales hidratadas sean un fuerte candidato en el campo del almacenamiento de la energía solar.

## Uso del agua
Un diseño que requiere agua para condensación o enfriamiento puede ser un problema en las centrales solares termales localizadas en áreas desérticas con buena radiación solar pero con recursos hídricos limitados. El conflicto se ve claramente en los planes de la empresa alemana Solar Millennium para construir en el Amargosa Valley de Nevada los cuales requerían el 20 % del agua disponible en el área. Algunos otros proyectos por la misma y otras empresas en el Desierto de Mojave en California también pueden ser afectadas por la dificultad en la obtención de los derechos de agua adecuados o apropiados. Actualmente la Ley de Aguas de California prohíbe el uso de agua potable para la refrigeración.
Otros diseños de agua requieren menos agua. La propuesta central solar de Ivanpah en el sureste de California conservará la escasa agua disponible al usar refrigeración por aire para convertir el vapor en agua. Comparada a la refrigeración húmeda convencional, esto resulta en una reducción del 90 % en el uso de agua al costo de una pérdida menor de eficiencia en el proceso de refrigeración. Luego el agua es regresada a la caldera en un proceso cerrado que es ambientalmente amigable.

## Tasas de conversión desde energía solar a energía eléctrica
De todas estas tecnologías el disco solar/motor Stirling tiene la más alta eficiencia energética. Una sola instalación de disco solar-motor Stirling ubicada en el Centro Nacional de Pruebas Solar Termal (en inglés: National Solar Thermal Test Facility, NSTTF) en el Laboratorio Nacional de Sandia produce tanto como 25 kW de electricidad, con una eficiencia de conversión del 31,25 %.
Se han construido centrales solares cilíndrico parabólicas con eficiencias aproximadas del 20 %. Los reflectores Fresnel tienen una eficiencia que es ligeramente más baja, pero esto es compensado por una distribución más densa.
Las eficiencias de conversión brutas (tomando en cuenta que los discos o cilindros solares ocupan solo una fracción del área total de una central) son determinados por la capacidad de generación neta sobre la energía solar que cae sobre el área total ocupada por la central solar. La central SCE/SES de 500 megavatios extraería aproximadamente el 2,75 % de la radiación (1 kW/m²; ver Energía Solar para una discusión más detallada) que incide en sus 18,2 km². Para la central solar de Andasol de 50 MW que está siendo construida en España, con un área total de 1300×1500 m = 1,95 km², tiene una eficiencia de conversión bruta de 2,6 %.
En todo caso la eficiencia no está relacionada al costo. Al calcular el costo total deberían considerarse tanto la eficiencia como el costo de construcción y de mantenimiento.

## Coste normalizado
Dado que una central solar no usa ningún tipo de combustible, el costo consiste principalmente de los costos de capital con costos menores operacionales y de mantenimiento. Si se conoce la vida útil de la central y la tasa de interés, se puede calcular el costo por kWh. Esto se llama coste normalizado de la energía.
El primer paso en el cálculo es determinar la inversión en la producción de 1 kWh en un año. Por ejemplo, los datos para el proyecto de Andasol 1 indican que se invirtieron en total 310 millones de euros para producir 179 GWh en un año. Dado que 179 GWh son 179 millones de kWh, la inversión por kWh para un año de producción es de 310 / 179 = 1,73 euros. Otro ejemplo es el de la central solar de Cloncurry en Australia. Se tenía planificado que produjera 30 millones de kWh en un año con una inversión de 31 millones de dólares australianos. Si se logra en realidad, el costo sería de 1,03 dólares australianos para producir 1 kWh por año. Esto habría sido significativamente más barato que Andasol, lo que se podría explicar en parte por la radiación más alta recibida en Cloncurry en relación con España. La inversión por kWh por año no debería ser confundida con el costo por kWh durante todo el ciclo de vida de una central solar.
En la mayor parte de los casos la capacidad es indicada para una central en particular, por ejemplo: para Andasol 1 se indica una capacidad de 50 MW. Esta cifra no adecuada para realizar comparaciones, debido a que el factor de capacidad puede ser diferente. Si una central solar posee almacenamiento de calor, también puede producir electricidad después del ocaso, pero eso no cambiará el factor de capacidad; simplemente desplaza la generación. El factor de capacidad promedio para una central solar, que es una función del seguimiento, efecto del sombreado y de la localización, es de aproximadamente un 20 %, lo que significa que una central solar con un capacidad de 50 MW normalmente proporcionará una generación de electricidad anual de 50 MW x 24 horas x 365 días x 20 % = 87 600 MWh/año o 87,6 GWh/año.
Aunque la inversión para un kWh por año de producción es adecuada para comparar el precio de diferentes centrales solares, con esto aún no se obtiene el precio por kWh. La forma de financiamiento tiene una gran influencia en el precio final. Si la tecnología es probada, debería ser posible una tasa de interés del 7 %. Sin embargo, los inversores en nuevas tecnologías buscan una tasa mucho más alta para compensar por los riesgos más altos. Esto tiene un significativo efecto negativo en el precio por kWh. Independiente de la forma de financiamiento, siempre existe una relación lineal entre la inversión por kWh producido en un año y el precio de 1 kWh, antes de agregar los costos operacionales y de mantenimiento. En otras palabras, si por mejoras de la tecnología la inversión cae en un 20 %, el precio por kWh también cae en un 20 %.